# Arkitektur i Lund
Arkitekturen i Lund består av olika arkitekturstilar och spänner från medeltiden fram till dagens postmodernism.
Några arkitekter som varit aktiva i Lund är C. G. Brunius, Helgo Zettervall, Alfred Hellerström, Theodor Wåhlin, Folke Zettervall, Hans Westman, Klas Anshelm, Bernt Nyberg, Bengt Edman, Sten Samuelson, Flemming Lassen, Ingeborg Hammarskjöld-Reiz, Yngve Lundquist och Hans Rendahl.

## Bebyggelseutvecklingen

### Medeltida bebyggelse och bebyggelse fram till 1700-talet

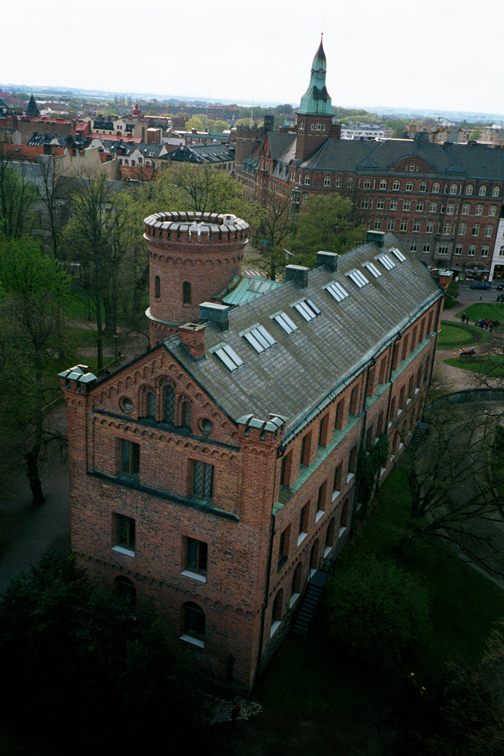

Att Lund är en medeltidsstad märks främst i gatunätet som på sina håll har sett likadant ut i århundraden. Dessutom har centrum formen av ett mänskligt hjärta som var typiskt stadsbyggande under medeltiden. Det finns även ett fåtal medeltida byggnader, såsom domkyrkan, Liberiet, Sankt Peters Klosters kyrka och Krognoshuset. Stäket, Kungshuset i Lundagård och Karl XII-huset på Katedralskolan är andra gamla byggnader. Kungshuset byggdes 1578 och stod färdigt 1584, men bestod då bara av två våningar. Det tjänade ursprungligen som residens för danske kungens länsman. Vid besök i staden bodde danske kungen i regel själv också i huset. Kungshuset byggdes om av Carl Hårleman 1740–1742 och Carl Georg Brunius 1837–1839. Vid den senare ombyggnaden fick huset sin tredje våning, och ett betydligt ålderdomligare utseende än det någonsin egentligen haft tidigare. Under åren 1877–1879 genomfördes vissa förändringar i fasaden efter ritningar av Helgo Zettervall.
Sankt Peters Klosters kyrka är från 1300-talet och uppförd i rött tegel i gotisk stil. Sankt Peters Klosters kyrka byggdes som klosterkyrka i ett nunnekloster. Klosterkyrkan är, tillsammans med domkyrkan, de enda kvarvarande gamla kyrkor av de 20-tal kyrkor från det medeltida Lunds kyrkor och kloster som inte revs i samband med reformationen.

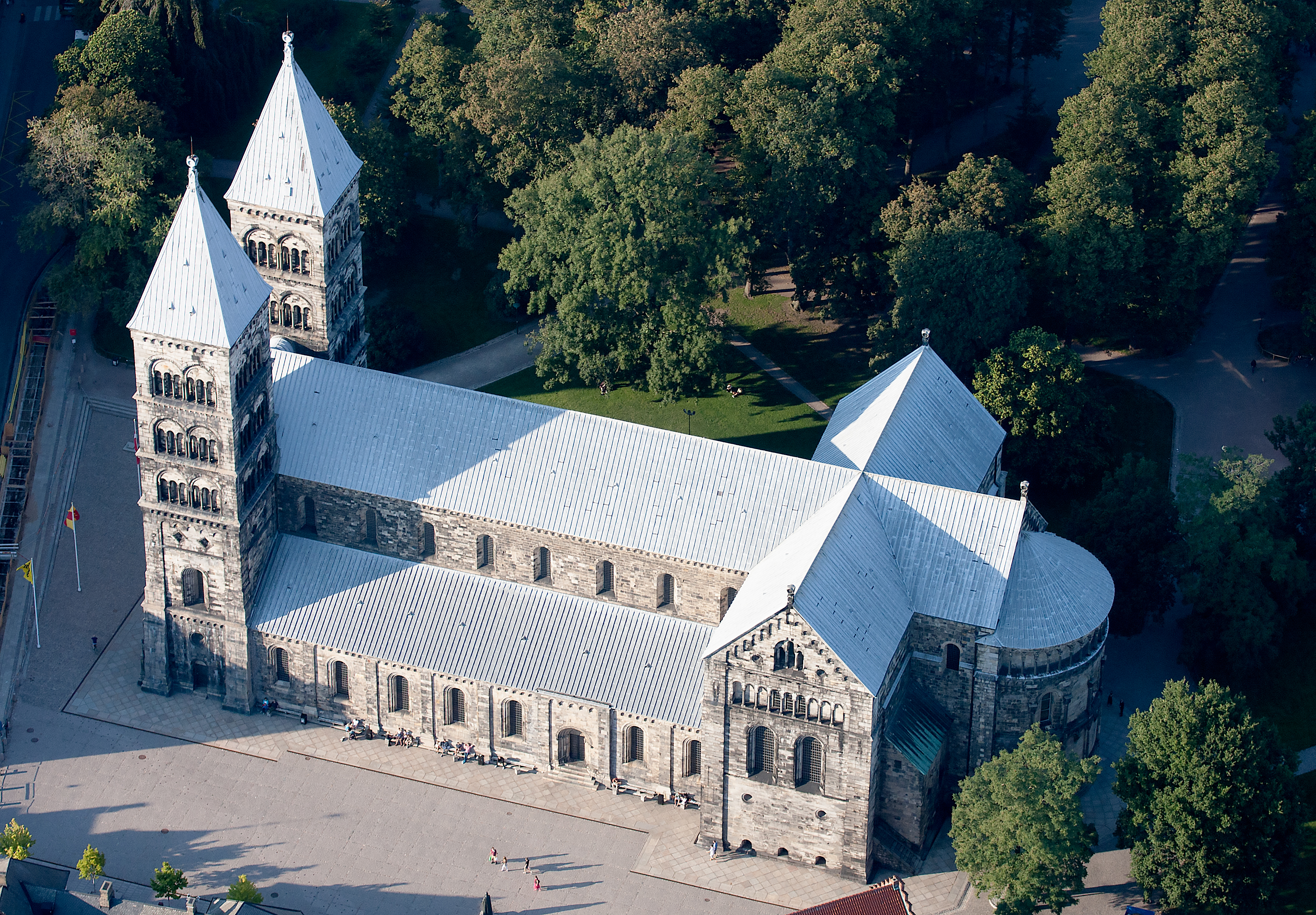
Lunds domkyrka
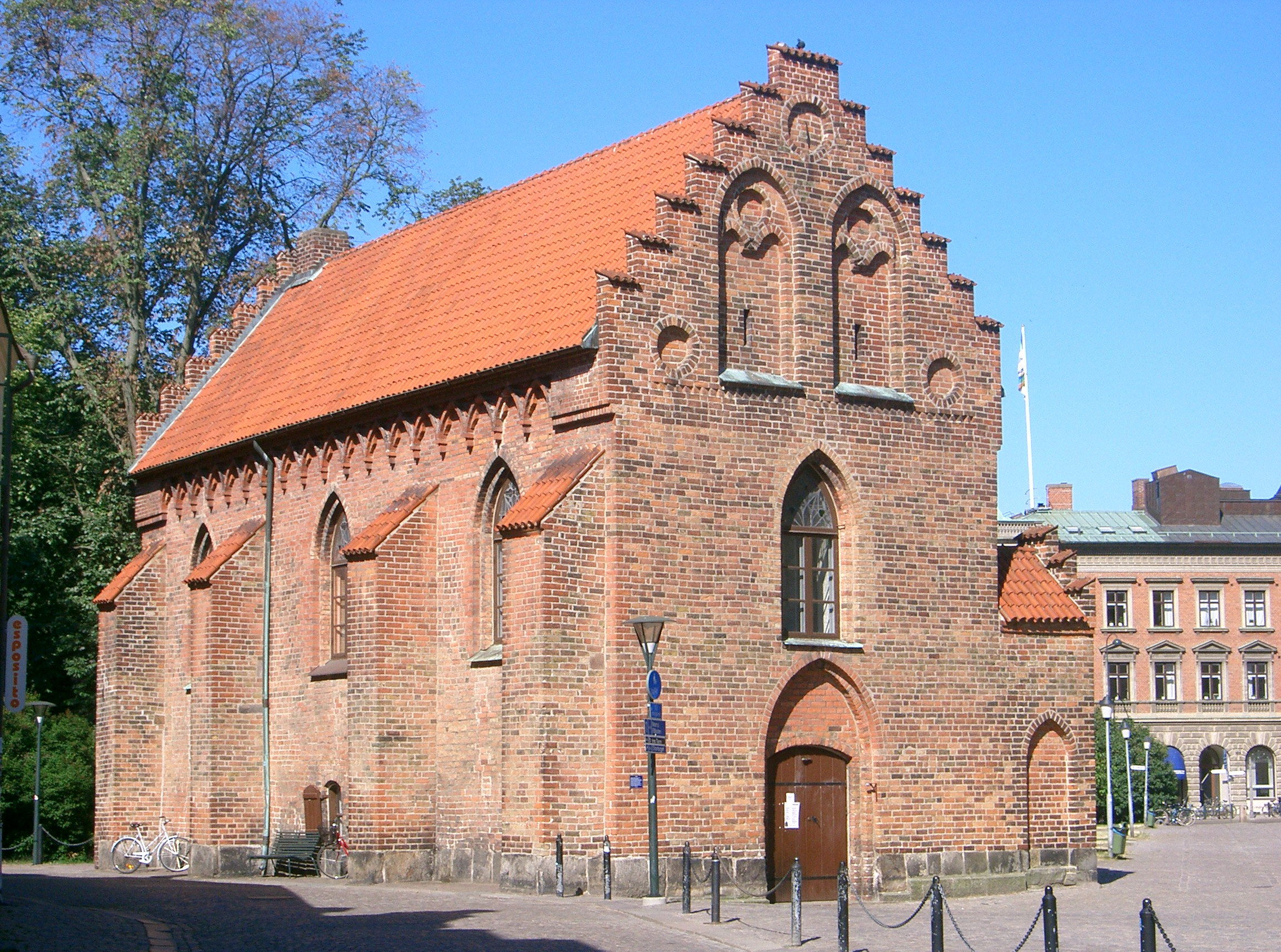
Liberiet
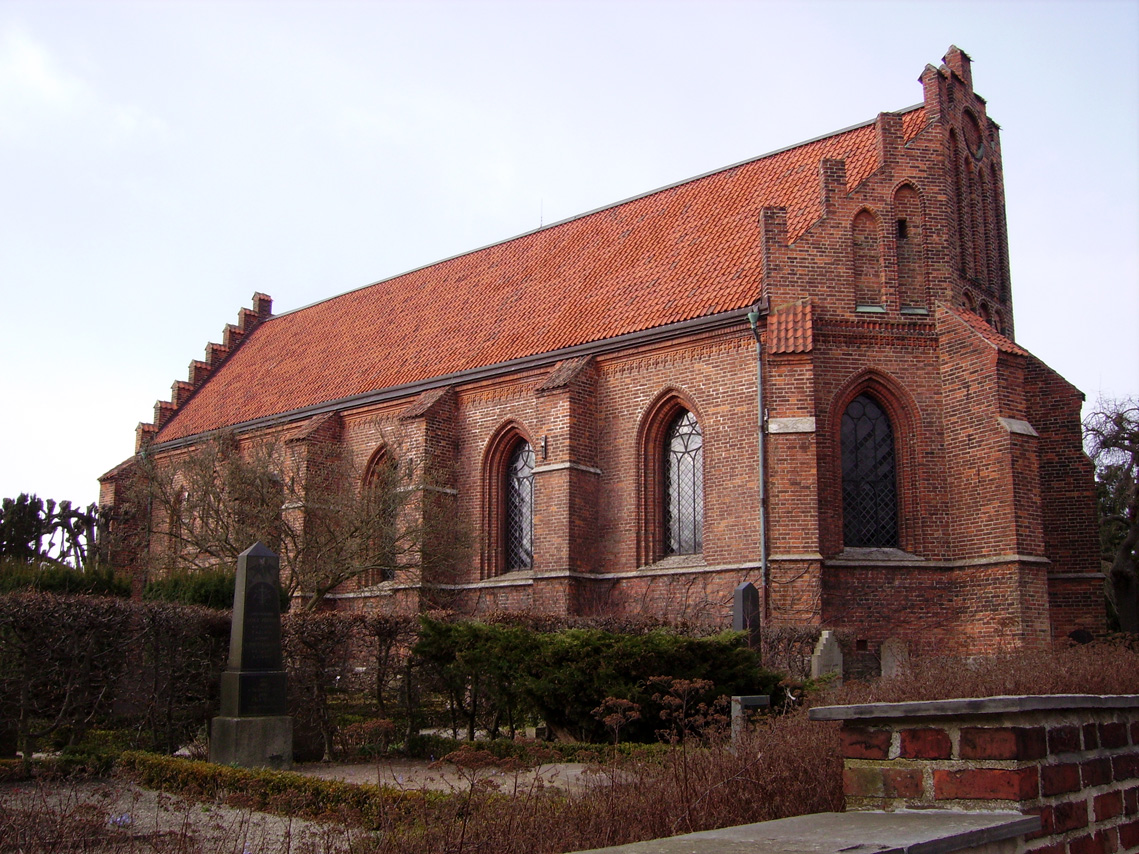
Sankt Peters klosters kyrka
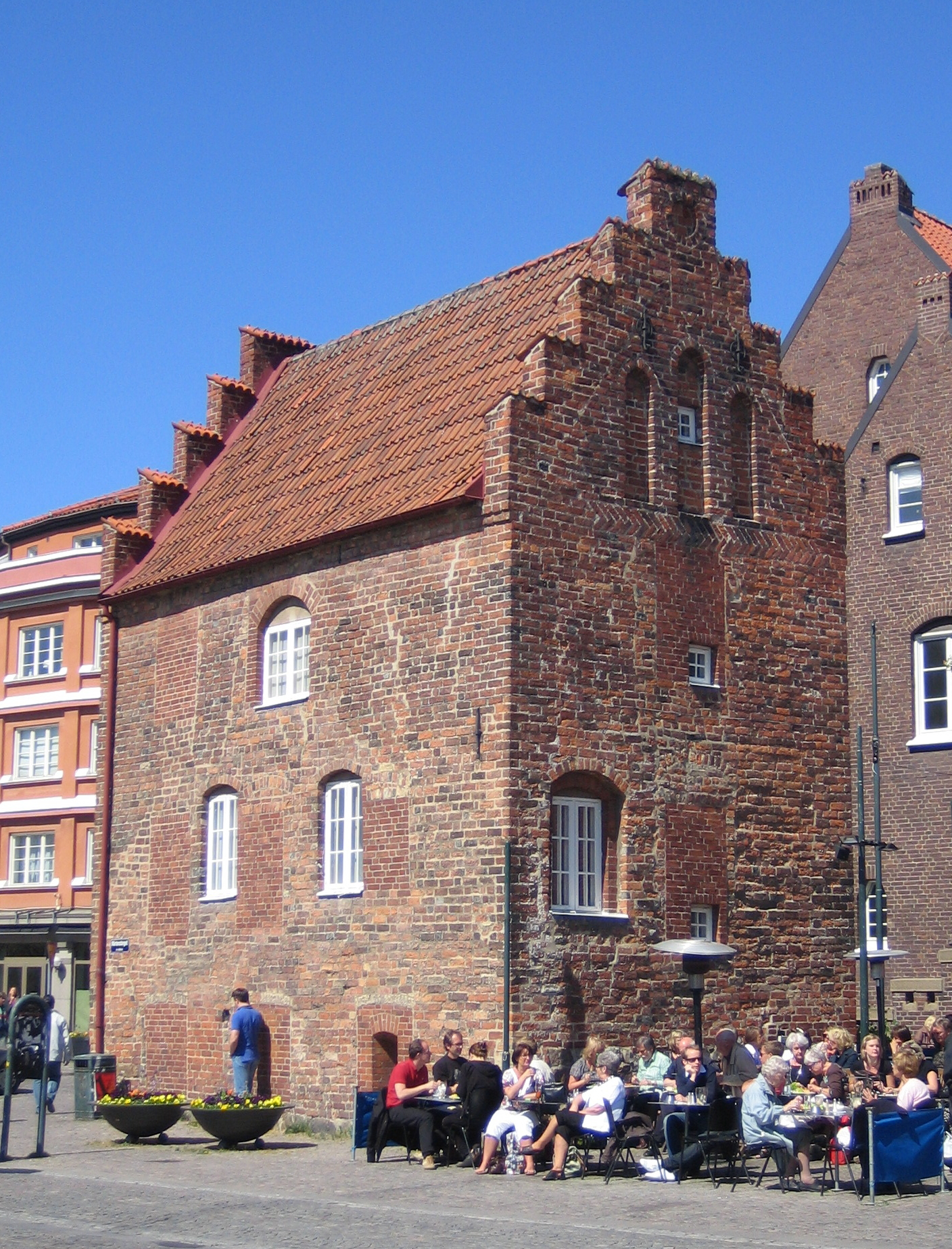
Krognoshuset
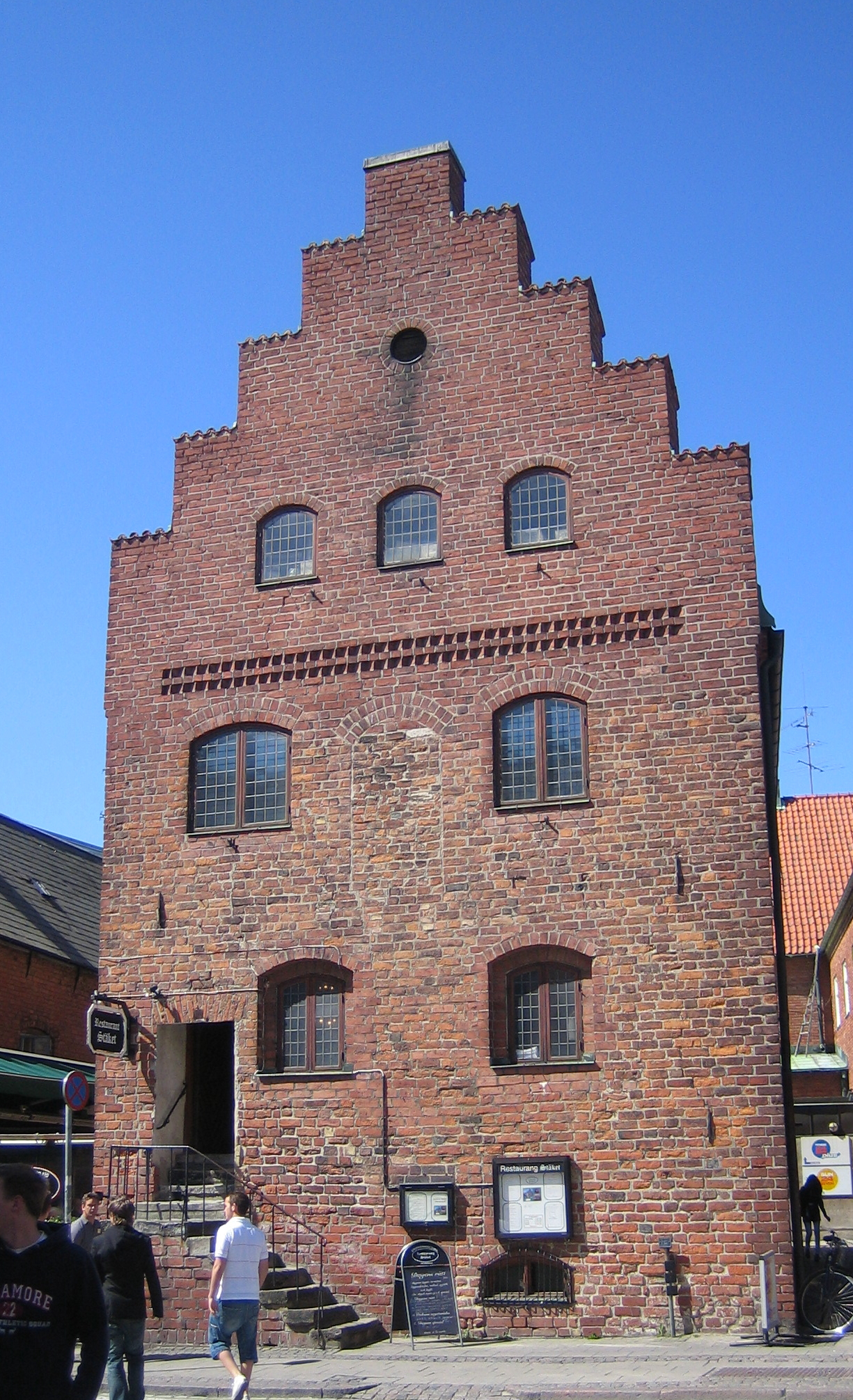
Stäket
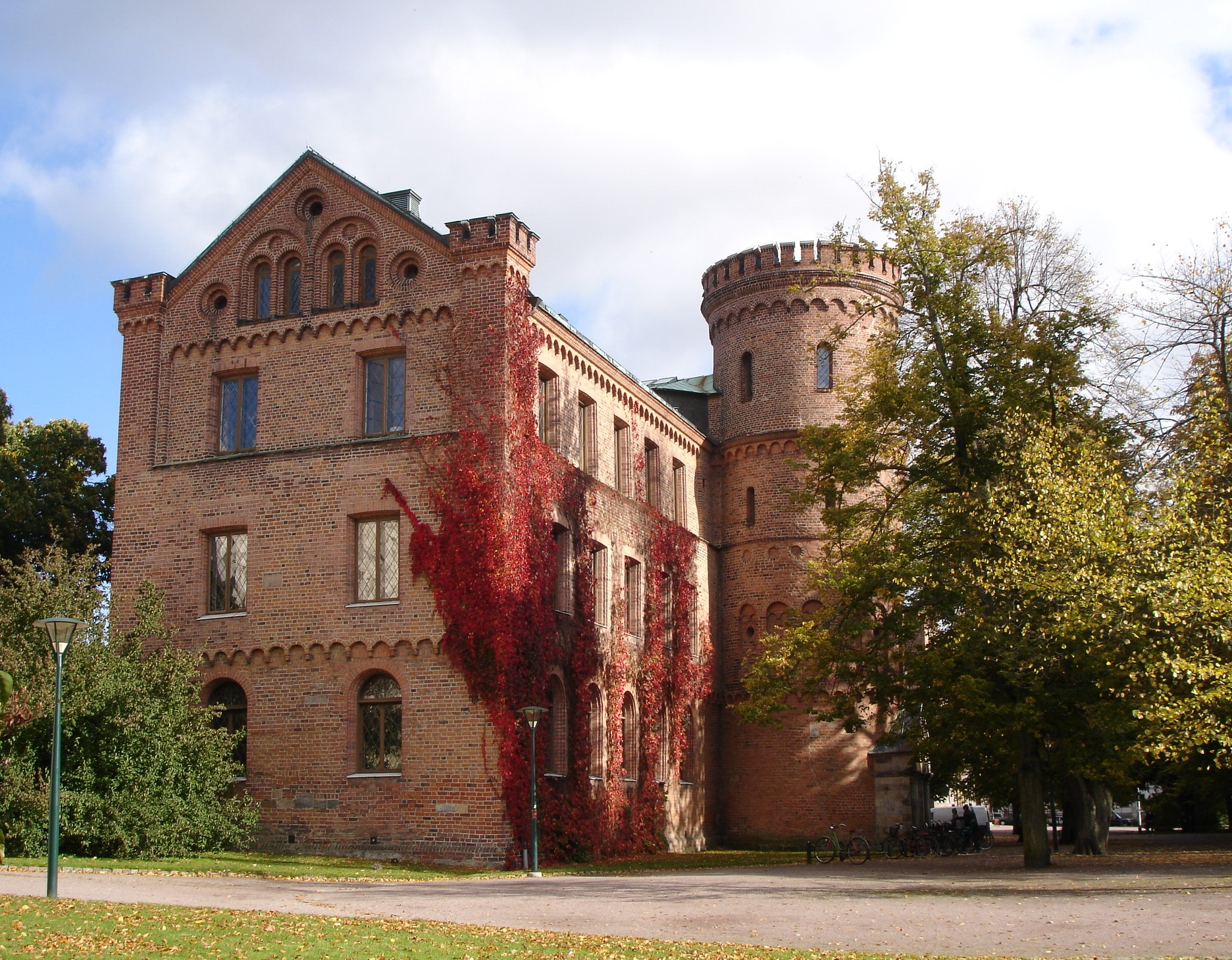
Kungshuset
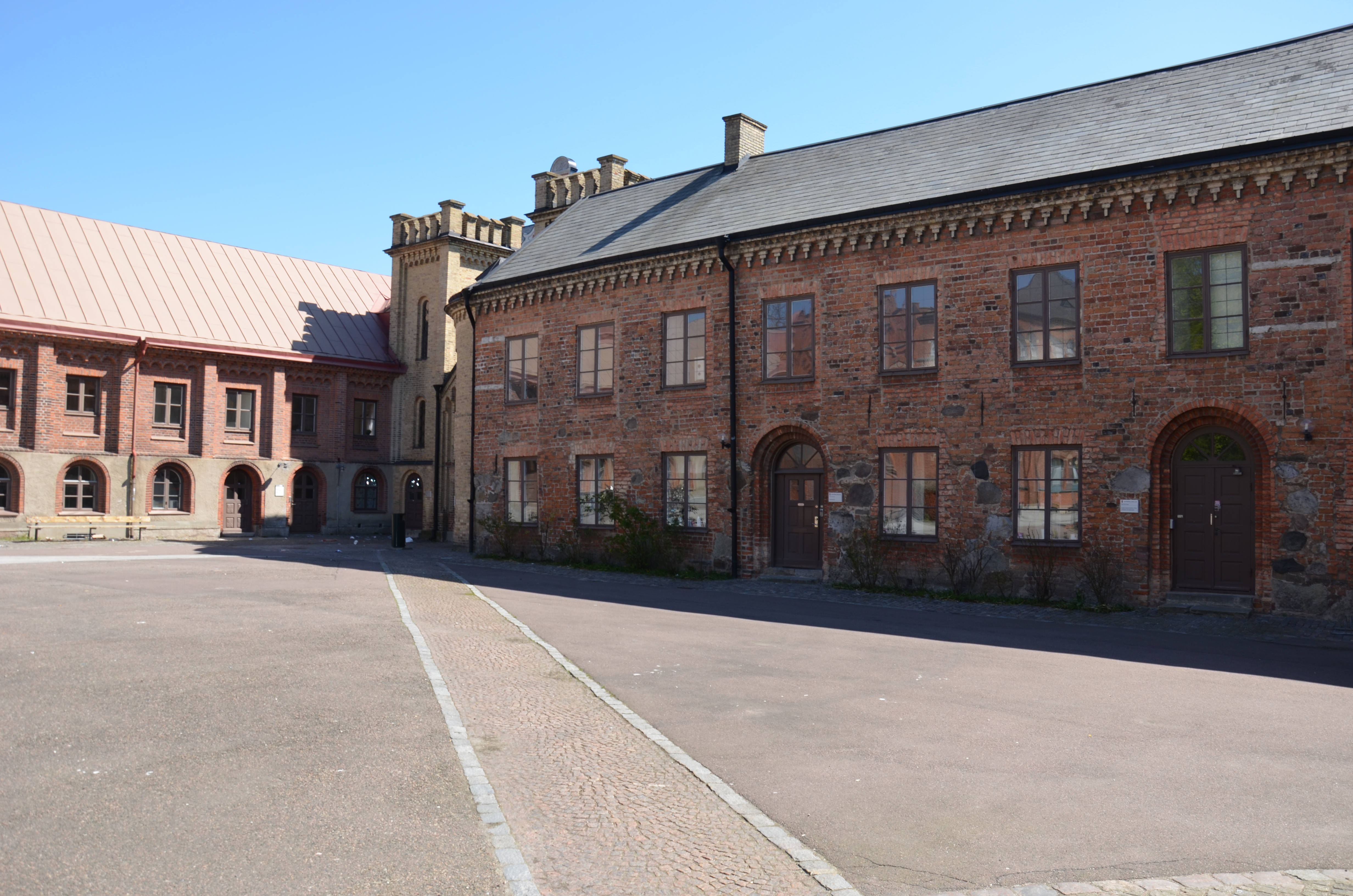
Karl XII-huset

### 1700-talet
Bergmanska huset uppfördes 1744 av kopparslagarmästaren Anders Bergman och består sedan 1804 av två hus, varav det senare uppförda vetter mot Sankt Petri kyrkogata. Wickmanska gården är en gård vid Bredgatan/Paradisgatan i centrala Lund som uppfördes 1788 och utgör den bäst bevarade köpmansgården från 1700-talet i Lund.

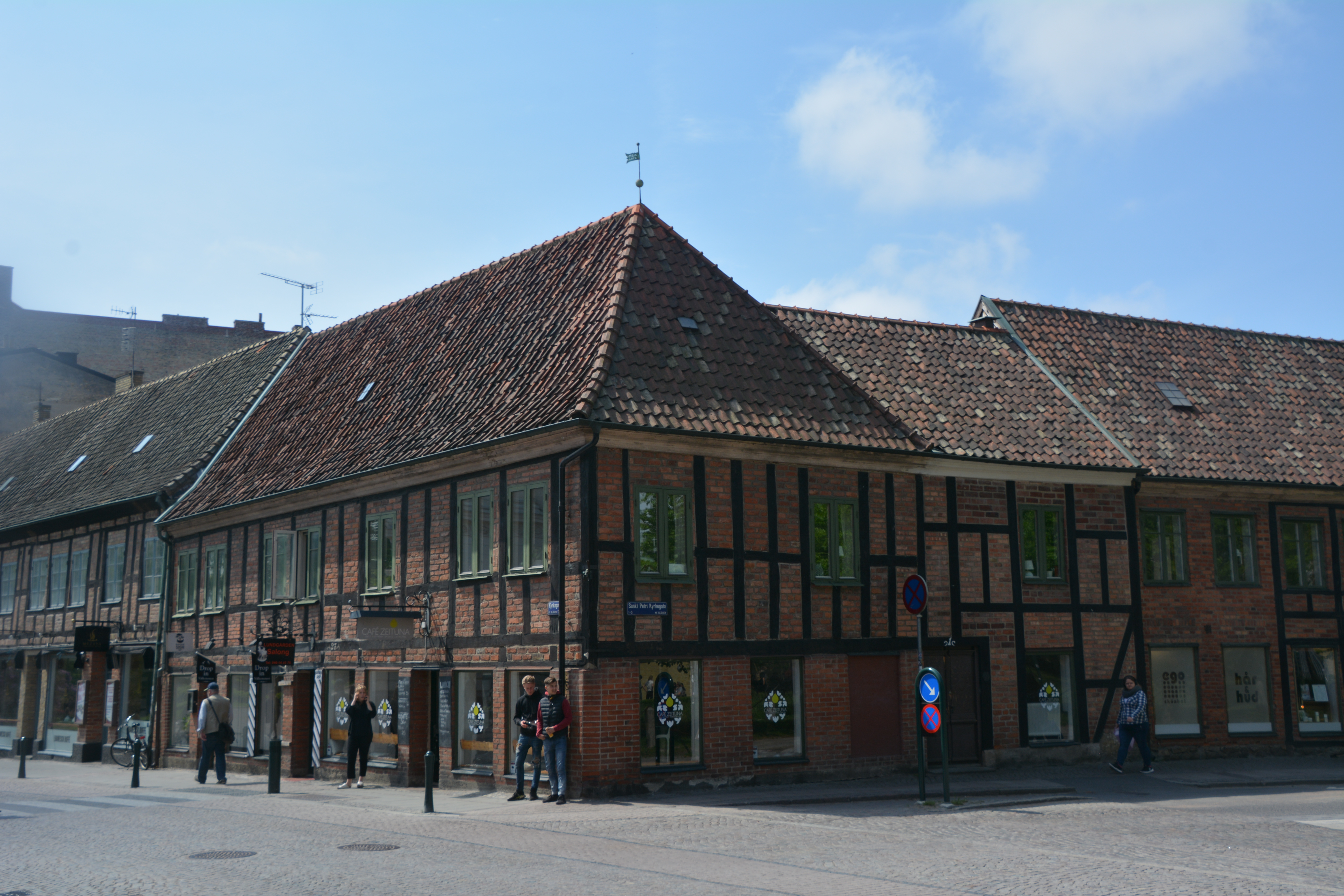
Bergmanska huset
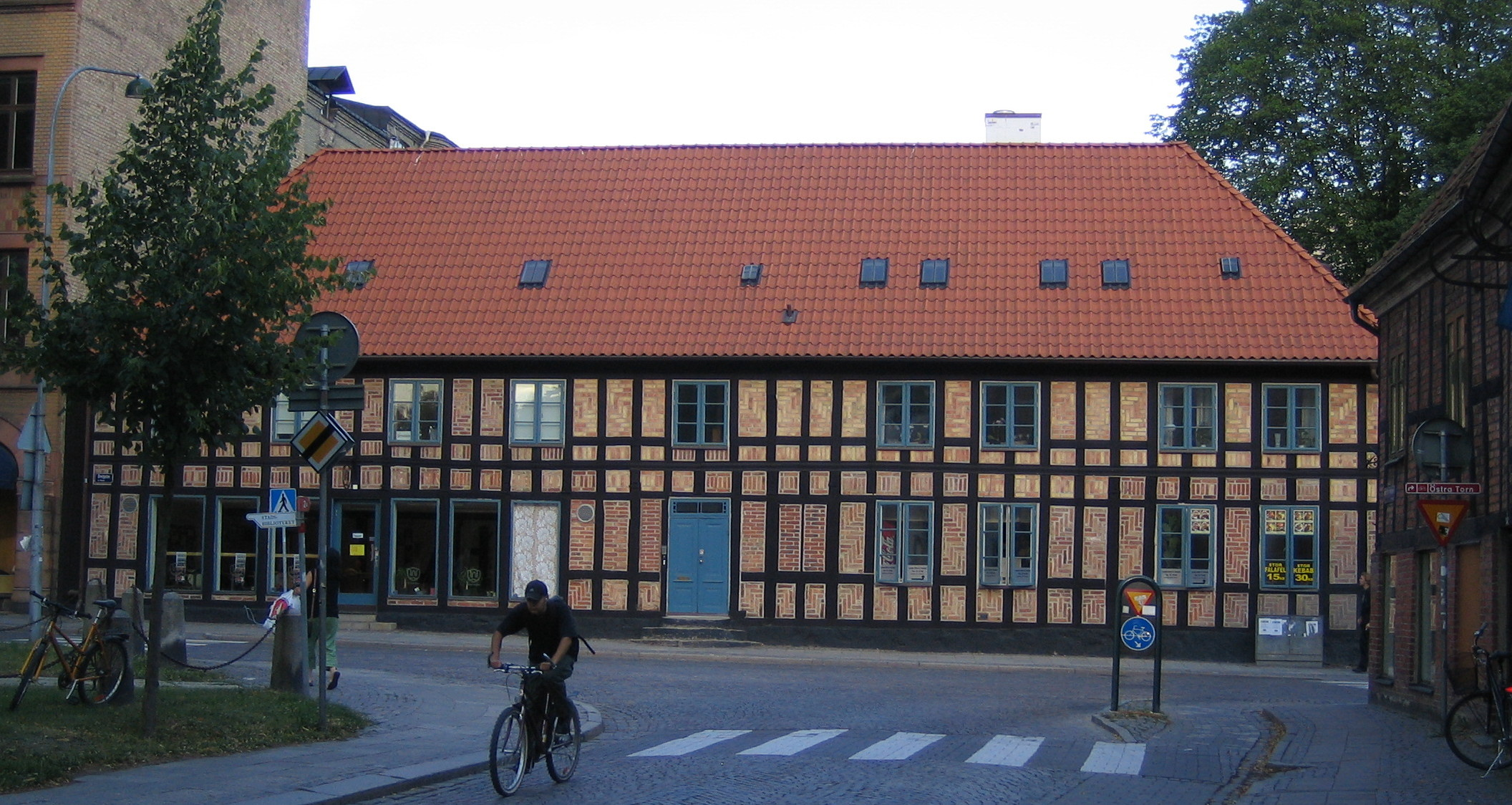
Wickmanska gården

### 1800-talet
De flesta byggnaderna i Lund härstammar från 1800-talets slut eller 1900-talet. Ekska huset är ett korsvirkeshus som byggdes i två omgångar 1823 och 1826. 1973–1974 genomfördes en omfattande renovering och den 6 juli 1974 byggnadsminnesmärktes huset. Under slutet av 1800-talet ersattes många småhus med flervåningshus. Under denna period byggdes bland annat Katedralskolans huvudbyggnad, Grand Hotel, Universitetsbiblioteket, universitetsbyggnaden och flera lasaretts- och universitetsbyggnader. AF-borgen ritat av arkitekten Hans Jakob Strömberg i romansk stil 1848 har sedan byggnationen 1850–1851 byggts om ett flertal gånger. Archaeologicum uppfördes 1853 i rött tegel i nordvästra hörnet av dåvarande botaniska trädgården efter ritningar av Hans Jakob Strömberg.
Lunds centralstation uppfördes på 1850-talet efter ritningar av en okänd dansk arkitekt (möjligen Carl Ferdinand Rasmussen). 1872–1875 påbyggdes flyglar efter Adolf Wilhelm Edelsvärds ritningar och 1923–1926 gjordes ytterligare utbyggnader av Folke Zettervalls hand. Stationshuset är byggnadsminnesförklarat sedan 1972. Apoteket Svanen byggdes 1862, men genomgick en ordentlig förändring 1897 med ritningar av Folke Zettervall. I entrén finns en portal i sandsten byggd 1920 efter ritningar av Theodor Wåhlin. Apoteket har än idag kvar den gamla inredningsstilen från 1900-talets början.

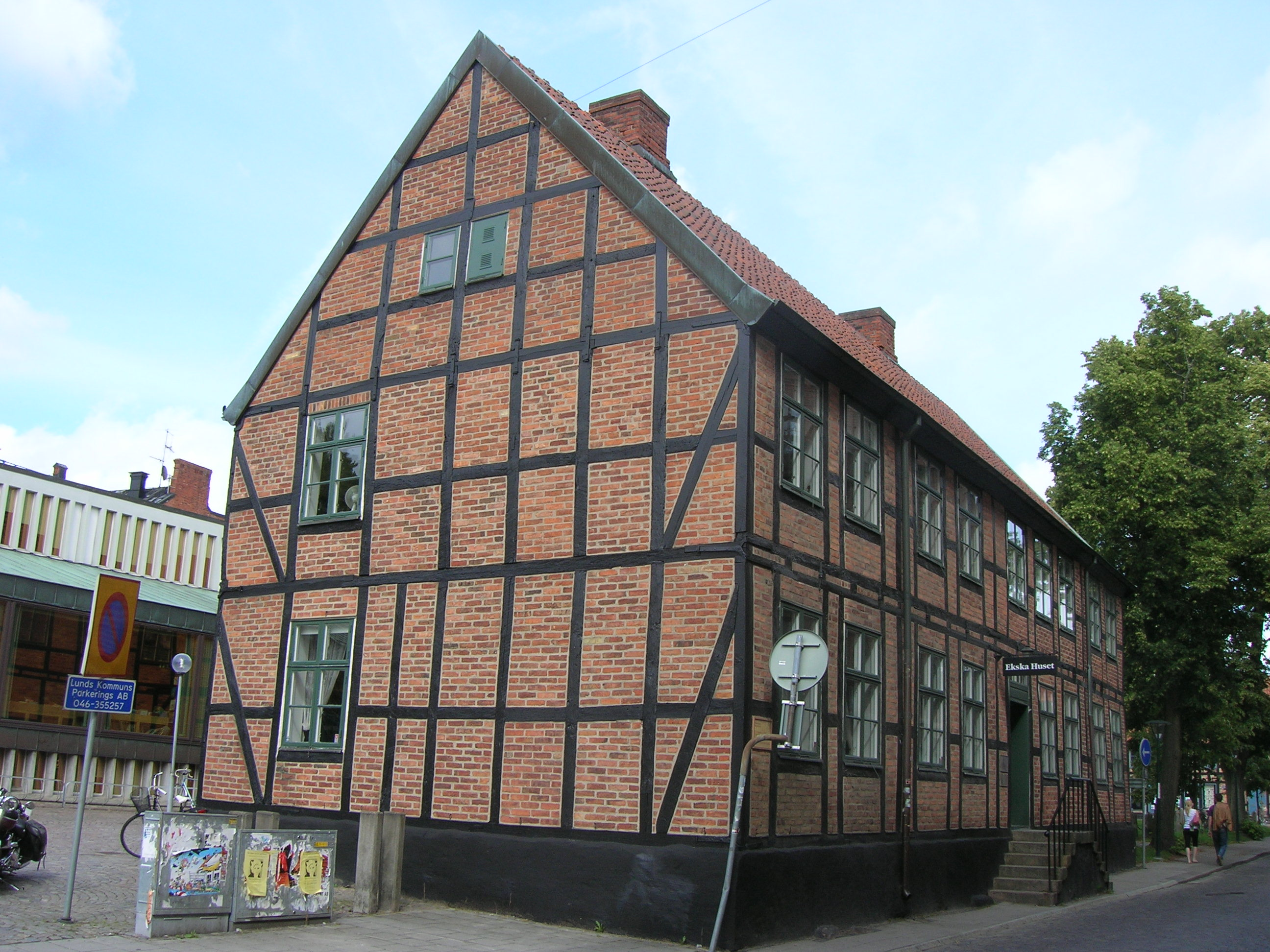
Ekska huset
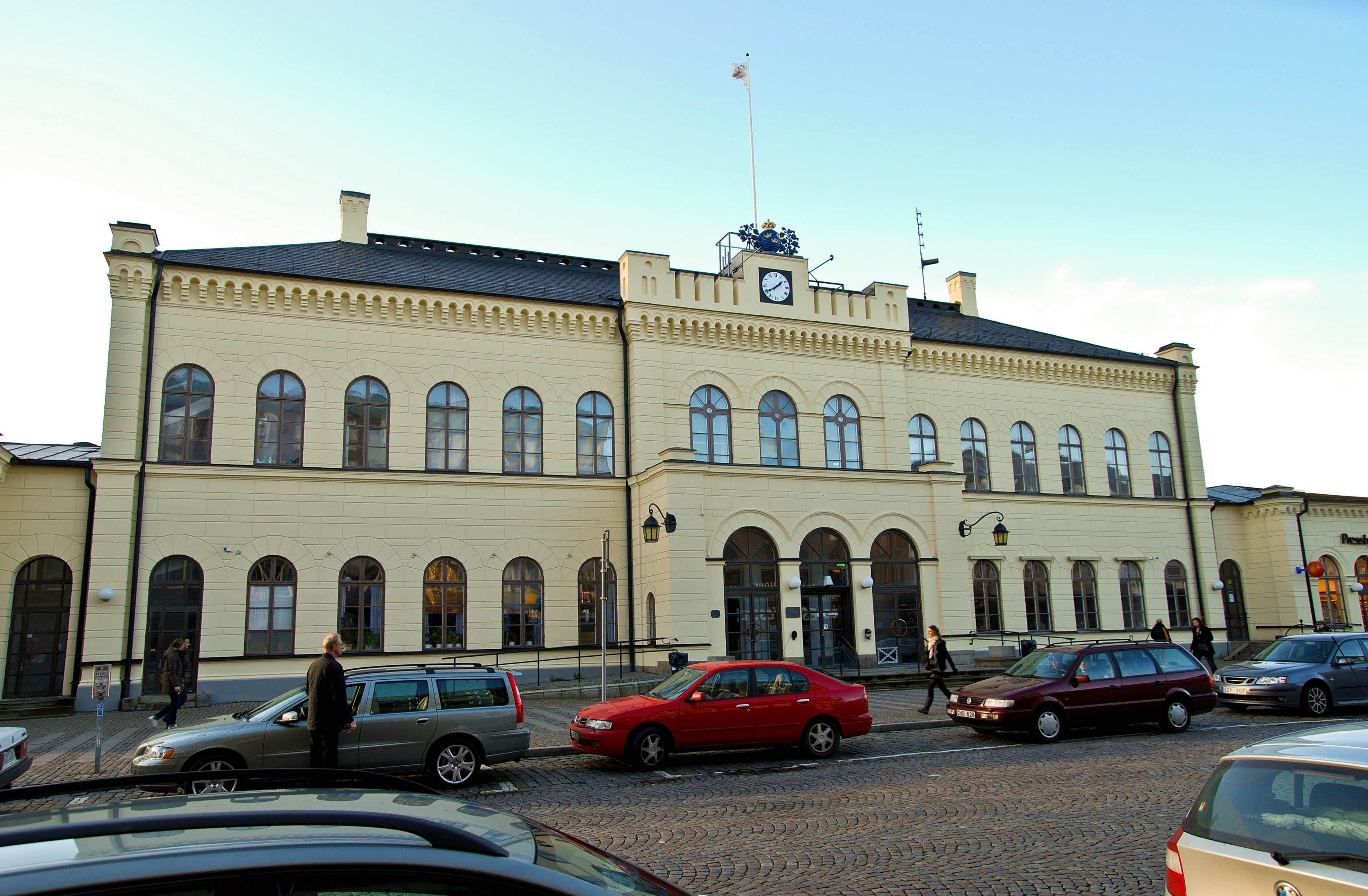
Lunds centralstation
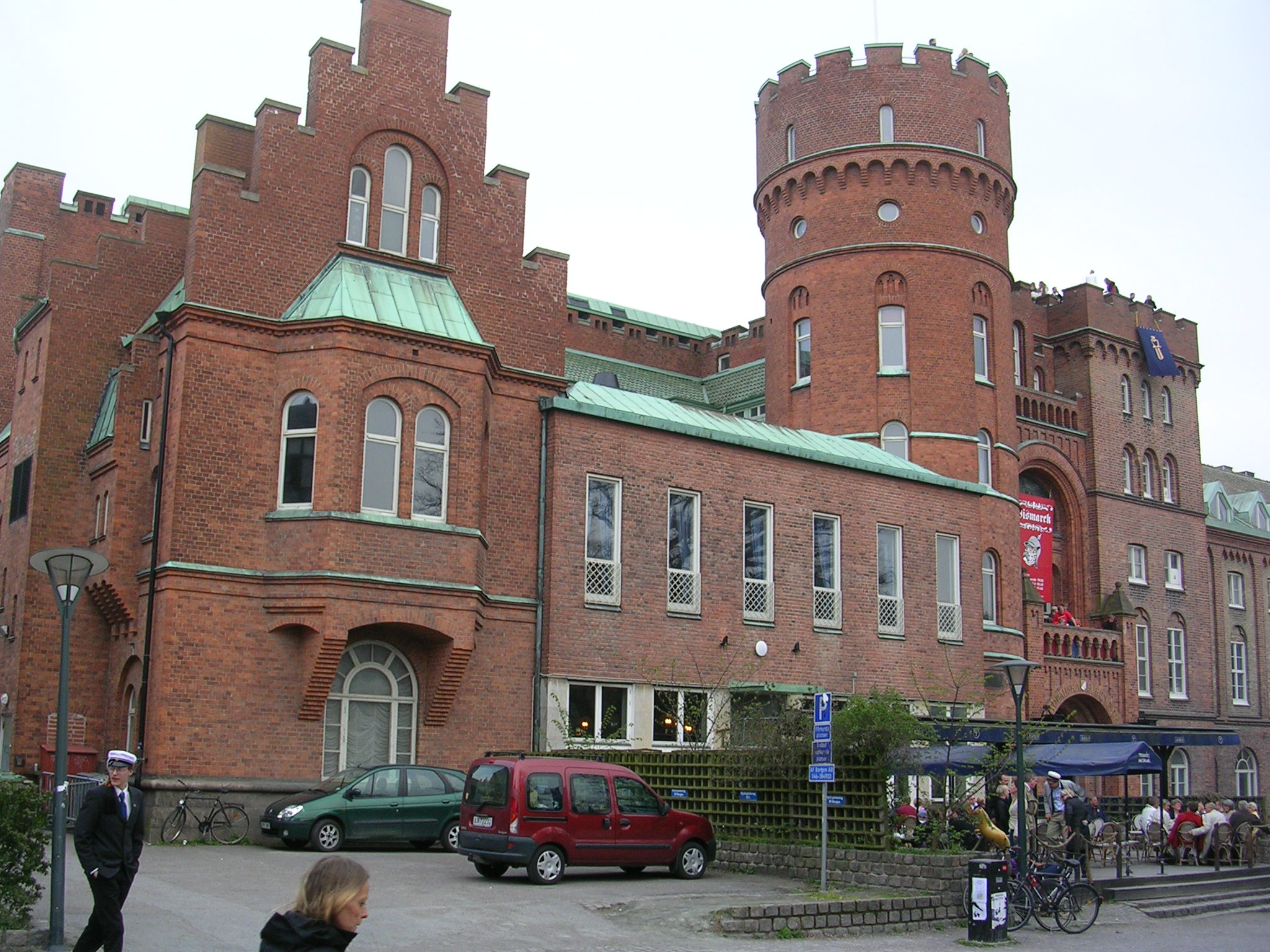
AF-borgen
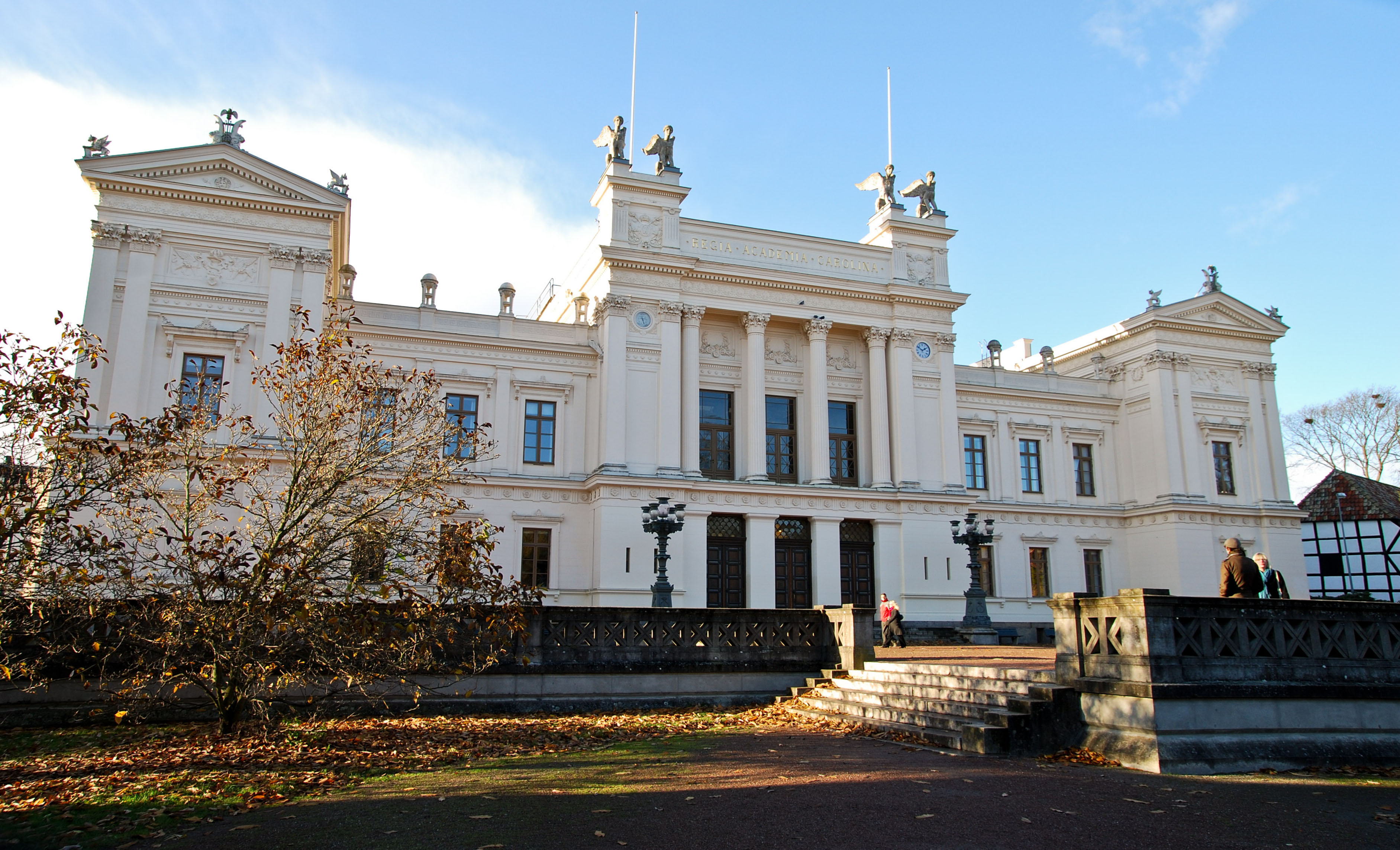
Universitetshuset
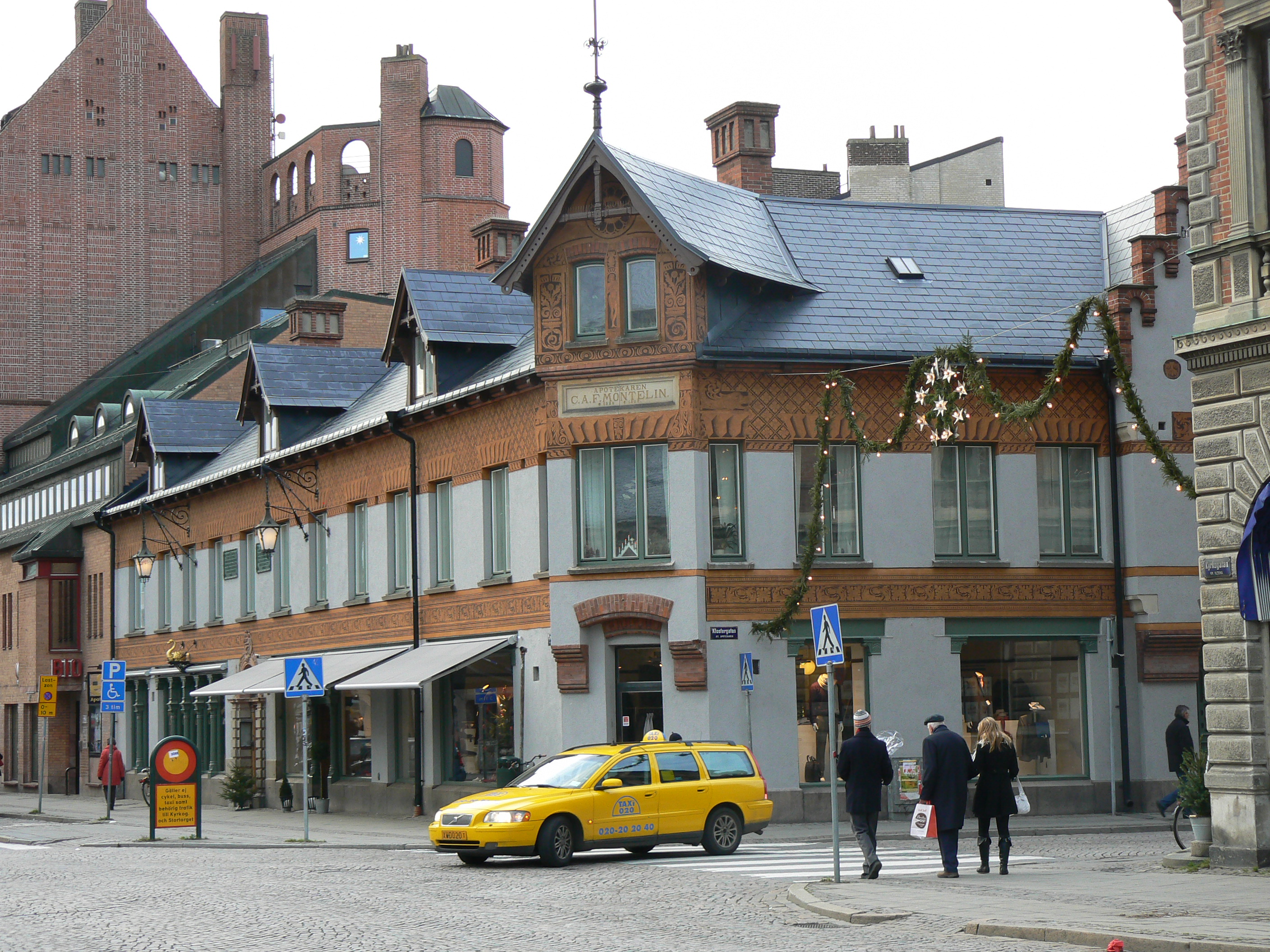
Apoteket Svanen
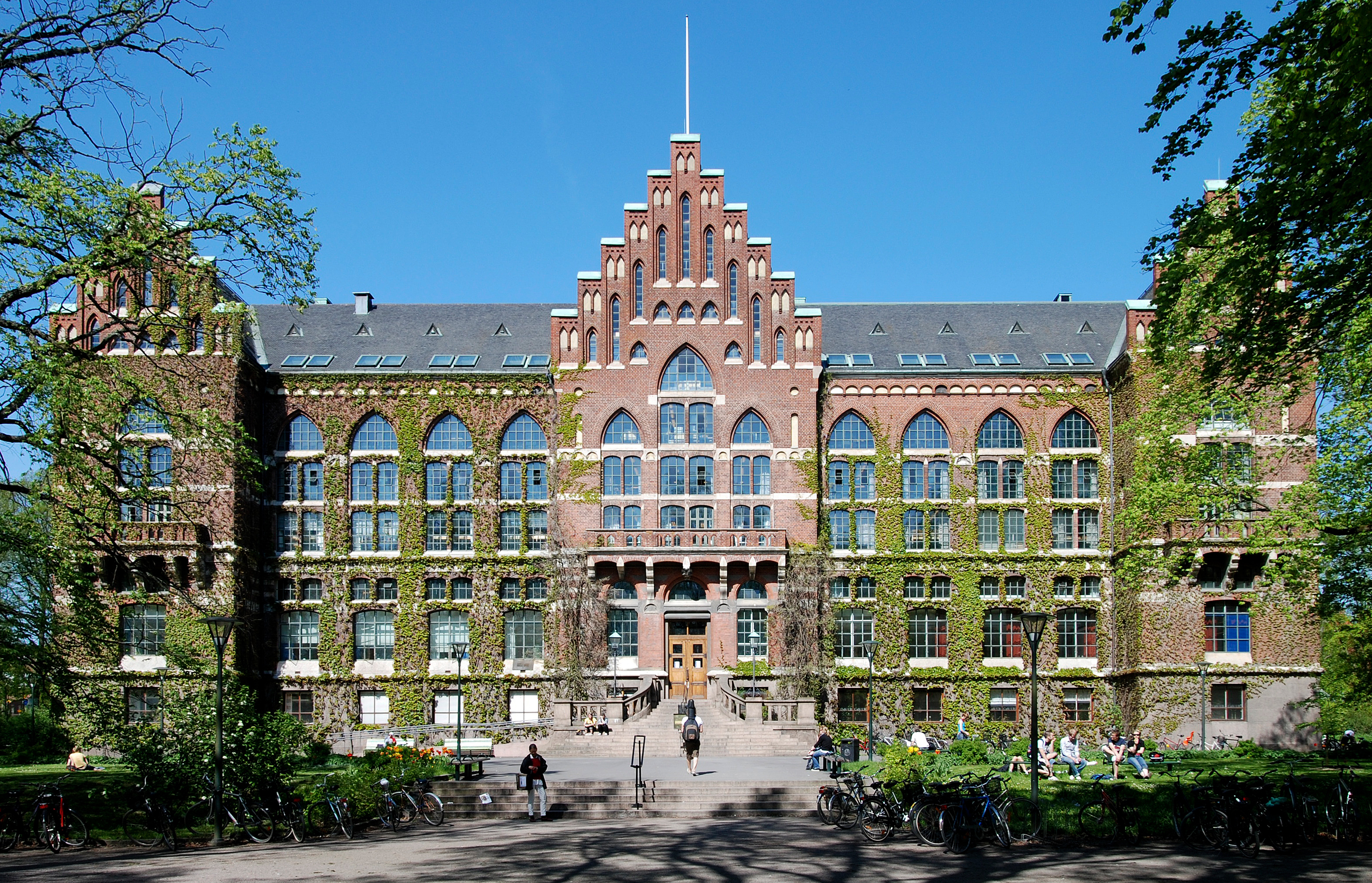
Universitetsbiblioteket

### 1900–talet
Efterkrigstidens Lund förknippas med flera dominerande arkitekter som kom att ha stort inflytande på Lund. Bengt Edman och Klas Anshelm blev företrädare för brutalismen med en storhetstid under 1960- och 1970-talen. Ingeborg Hammarskjöld-Reiz var en mycket produktiv arkitekt som skapade många bostadsområden och skolor i Lund under perioden.
Nilstorp kallas ofta för trädgårdsstaden då stadsdelen har Lunds största trädgårdar. De största tomterna återfinns på Björkvägen som består av hus byggda på 40- och 50-talen. En del av dessa är kulturskyddade för sin unikt bevarade 50-talsarkitektur. Nilstorp som stadsdel har en sammanhängande arkitektonisk kontext vilket återspeglas i tidstypiska hus från 30-, 40-, 50- och 60-talen.
Ingeborg Hammarskjöld-Reiz arbetade tillsammans med Fred Forbat med Lunds stadsplan från 1942. Hennes första projekt blev bostadsområdet Östra Småstugeområdet avsett till barnrika arbetarfamiljer. I samband med detta ritade hon även området Borgmästaregården, som var snarlikt Östra Småstugeområdet. Under 1940-talet ritade hon flerbostadshus på Väster, vid Byggmästaregatan och Lokföraregatan. Vidare under senare 1940-talet samt under 1950-talet ritade hon flerbostadshus i Pilelyckan, i Kobjer och i Drottningsstaden. Vidare ritade hon Palettskolan och Lovisaskolan 1956 respektive 1960.
Från 1938 utförde Hans Westman omkring 120 byggnadsuppdrag i Lund. Han började som funktionalist inspirerad av den berömde schweizisk-franske arkitekten Le Corbusier och ritade bland annat badhuset, idrottshallen (1941) i Stadsparken samt den egna villan (1939) på Nationsgatan 3 i Professorsstaden. Med Linnéstaden 1945–1948 anknöt Westman till den traditionella, skånska bondgårdsarkitekturen och skapade en regionalt präglad arkitektur. Mest lekfullt utvecklade han sina nya idéer i en rad studentbostadshus: Tomegapsgatan 13 och 15 (1951) är inspirerade av skånsk korsvirkestradition, Kalmar nations hus (1952) på Biskopsgatan har lånat formspråket från Kalmar slott och Göteborgs nations "Kållehus" (1951) ligger som ett strandat fartyg. Westman skapade också de första utbyggnaderna av Skissernas museum.
Det kom med tiden att bli många studentbostadshus och studentbostadsområden signerade Hans Westman: Studentlyckan (1958), Parentesen (1962), Ulrikedal (1963) och Delphi (1964–1967). Fyrklöverhuset som hustyp uppfanns och patenterades av Westman och kom till flitig användning för studentbostäder bland annat på Delphi, Kämnärsvägen och Gylleholmsgatan.

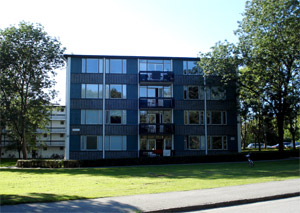
Ulrikedal
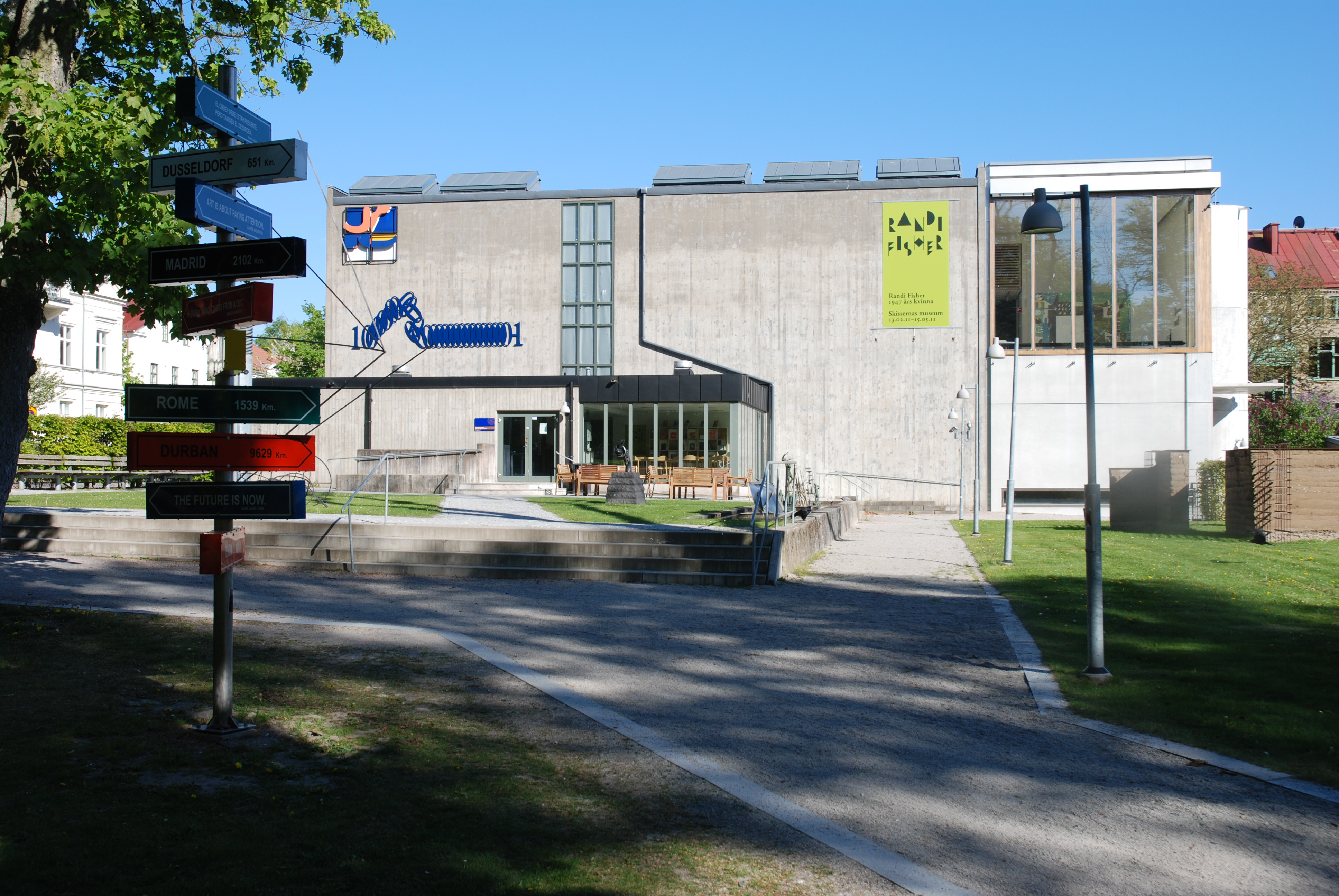
Skissernas museum

Under perioden 1948–1978 kom Klas Anshelm att utföra en rad om- och tillbyggnader för Lunds universitet. Anshelms största projekt följde under 1960-talet i och med uppförandet av Lunds tekniska högskola i stadens östra del som då var jordbrukslandskap. De sex institutionsbyggnaderna som uppfördes går i rött tegel och omges av grönområden. Anselm tre välkända byggnader i Lunds konsthall, Kulturens moderna byggnad och Stadshallen. Bland hans sista verk hör ytterligare en utbyggnad av universitetsbiblioteket i Lund och språklaboratoriet Absalon som idag är en del av Språk- och litteraturcentrum.
Bengt Edman att göra byggnader som studentbostadsområden som Vildanden och Sparta men även villor. 1968 mottog han Kasper Salinpriset för Vildanden i Lund. Vildanden skapade Edman tillsammans med landskapsarkitekten Sven-Ingvar Anderson och fick Kasper Salinpriset för den rationella produktionen där huskroppar bildade intima gårdsrum och vid sitt uppförande sågs Vildanden som framtidens byggande. Bernt Nyberg skapade Institutionen för anatomi och histologi (1966) och Landsarkivet i Lund (1971).
Helgeandskyrkans arkitekt var Sten Samuelson. Kyrkan kännetecknas av brutalistisk stil och sina tjocka tegelmurar. Byggnaden är skyddad enligt kulturmiljölagen då den av Riksantikvarieämbetet anses ha ett kulturhistoriskt värde. Klostergården består huvudsakligen av ett antal åttavåningshus, grupperade runt stora innegårdar, uppförda under 1960-talet och miljonprogrammet. Andra delar av Miljonprogrammet i Lund är Norra Fäladen och Nöbbelöv.
Bevaringsprogram Lund är en serie med böcker som beskriver Lunds stads bebyggelse och dess historia.
Bevaringskommittén tillsattes 1975 av kommunstyrelsen med uppdraget att upprätta ett bevaringsprogram för Lunds stadskärna. Uppdraget har senare utökats att även omfatta bland annat de delar av staden utanför vallarna.
Ideon blev 1983 Sveriges första forskningsby. Utvecklingen mot Ideon kom som en följd av 1970-talets omstruktureringar i det skånska näringslivet. Man såg ett behov i att skapa förutsättningar för nya näringar och tog inspiration från motsvarande anläggningar som skapats i USA.

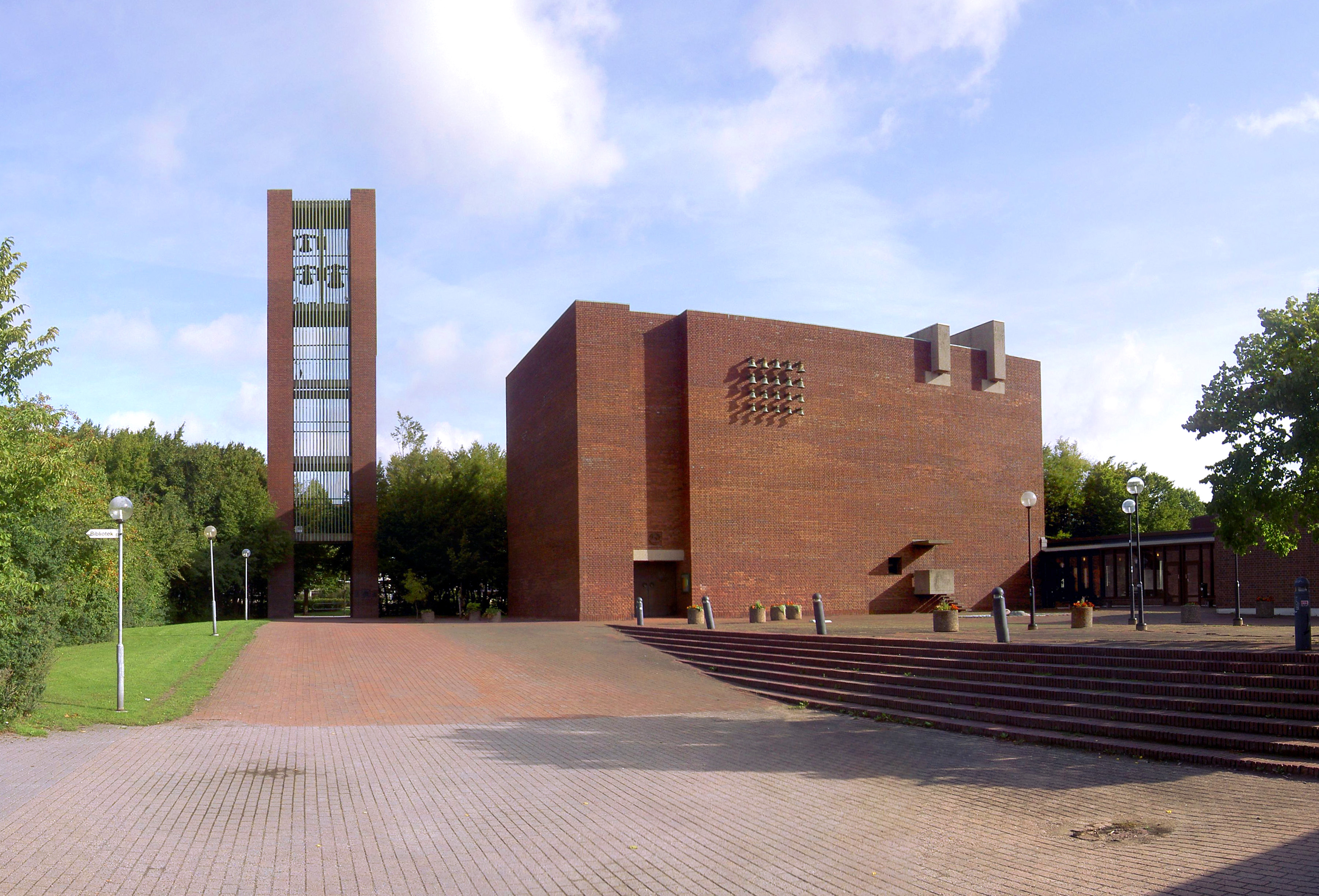
Helgeandskyrkan
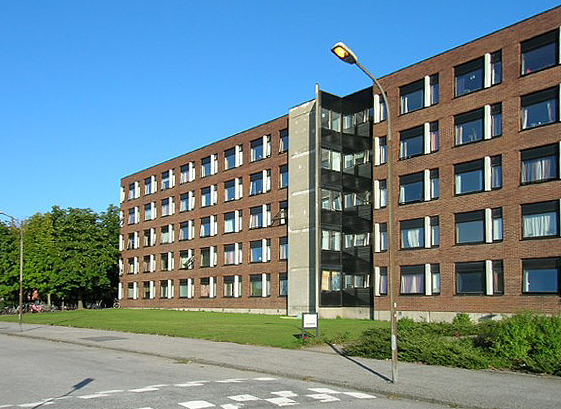
Vildanden
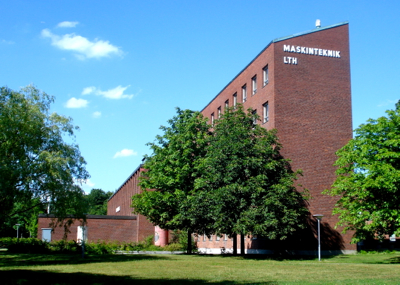
LTH i Lund
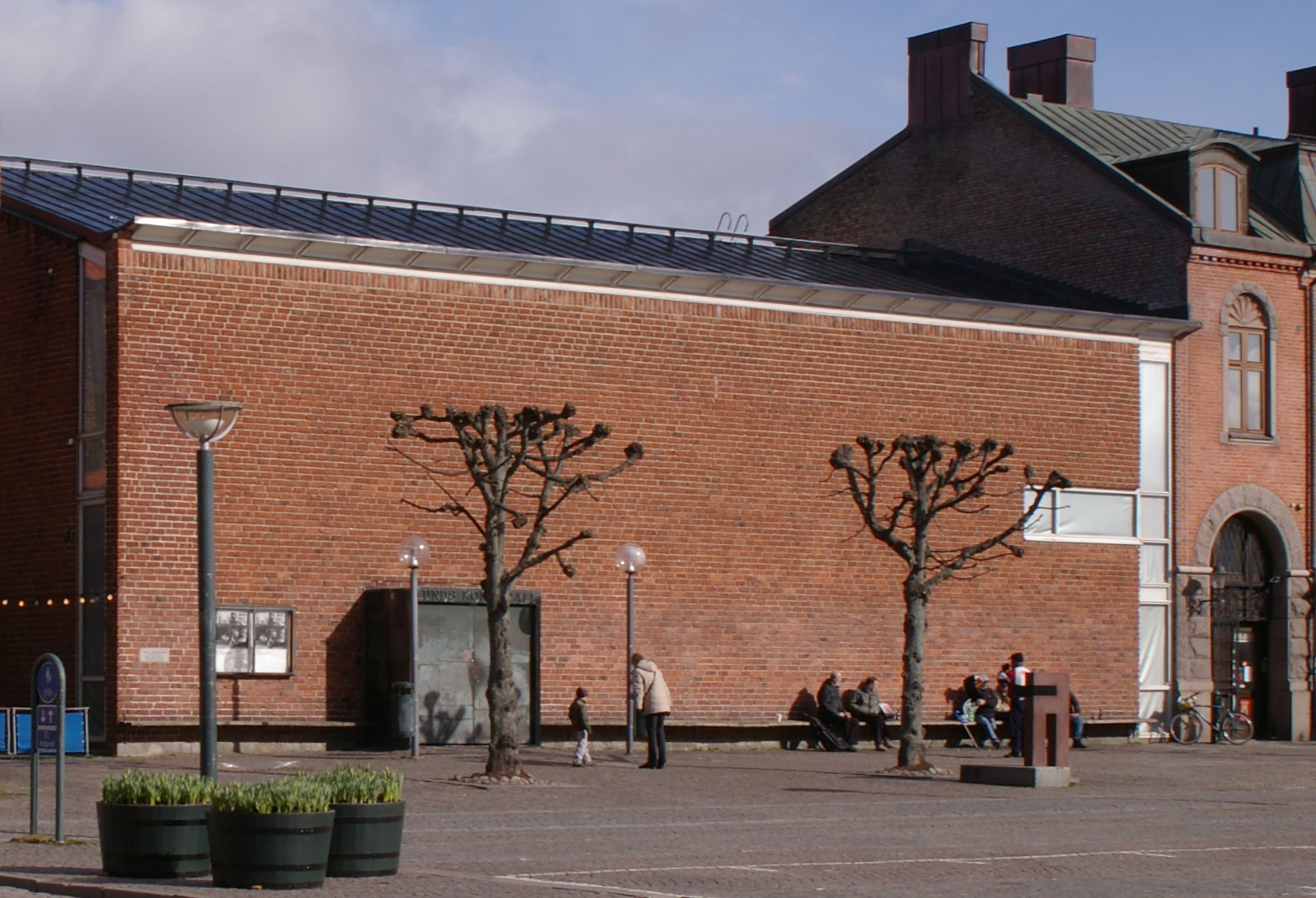
Lunds konsthall
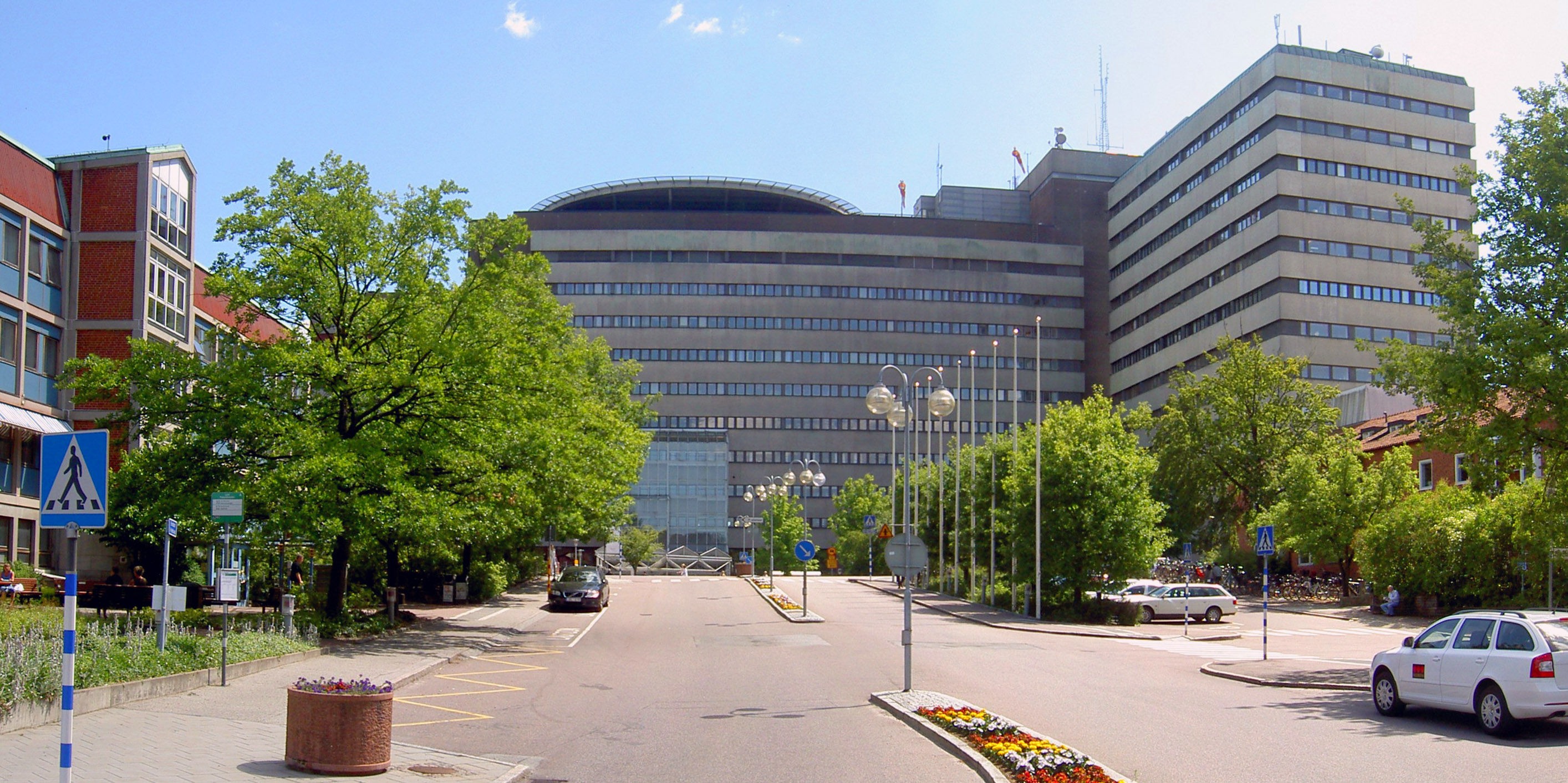
Blocket, Universitetssjukhuset i Lund

### 2000-talet
Skissernas museums tillbyggda entrébyggnad med foajé, butik och restaurang samt dess inglasade innergård, båda ritade av Elding Oscarson, tilldelades Lunds stadsbyggnadspris och Kasper Salin-priset 2017.
Domkyrkoforum, Lunds stifts besökscentrum för Lunds domkyrka, av Carmen Izquierdo och landskapsarkitekt Charlotte Lund tilldelades 2011 Lunds stadsbyggnadspris för utformandet av Domkyrkoforum och Domkyrkoplatsen. Domkyrkoforum tilldelades Kasper Salin-priset och Region Skånes arkitekturpris 2012.
Sparbanken Skåne Arena byggdes 2007–2008 vid stadsdelen Klostergården i södra Lund. Arenan rymmer drygt 3 000 personer vid idrottsevenemang och upp till cirka 4 400 personer vid andra slags arrangemang.
Ingvar Kamprad Designcentrum (IKDC) är en byggnad från 2002 vid Lunds Tekniska Högskola. IKDC rymmer Institutionen för designvetenskaper och Industridesignskolan.

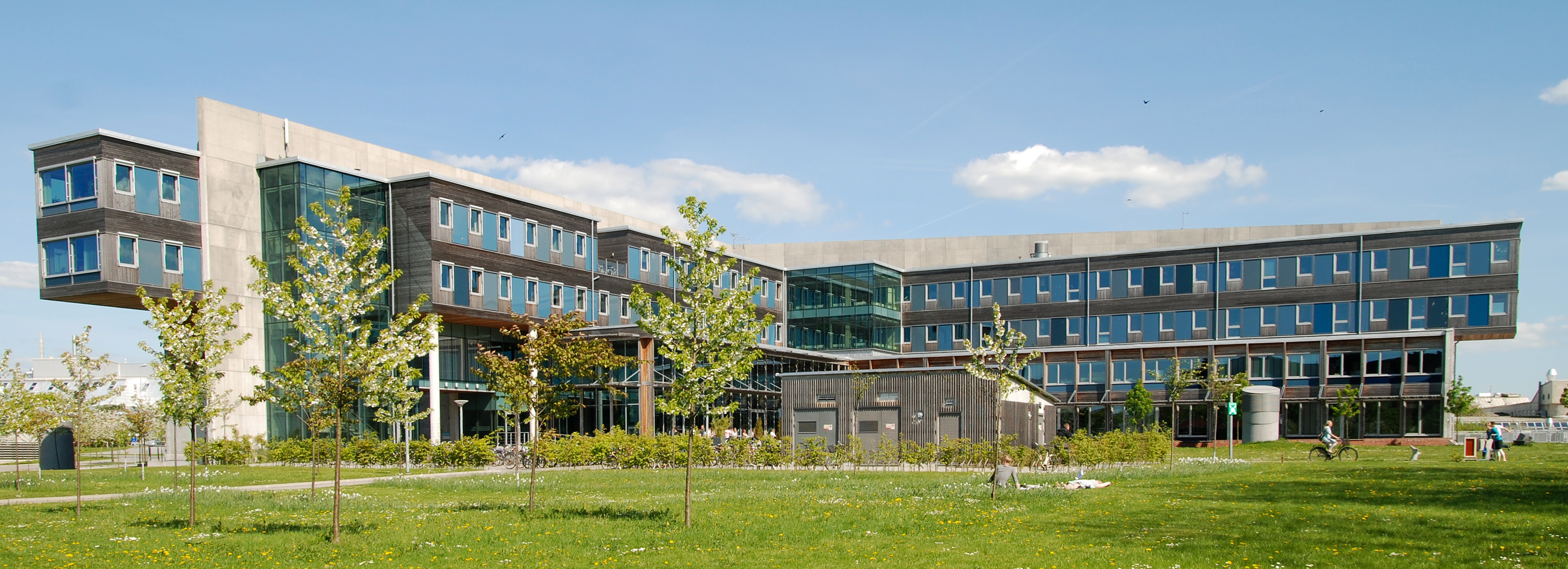
Ingvar Kamprad Designcentrum (IKDC)
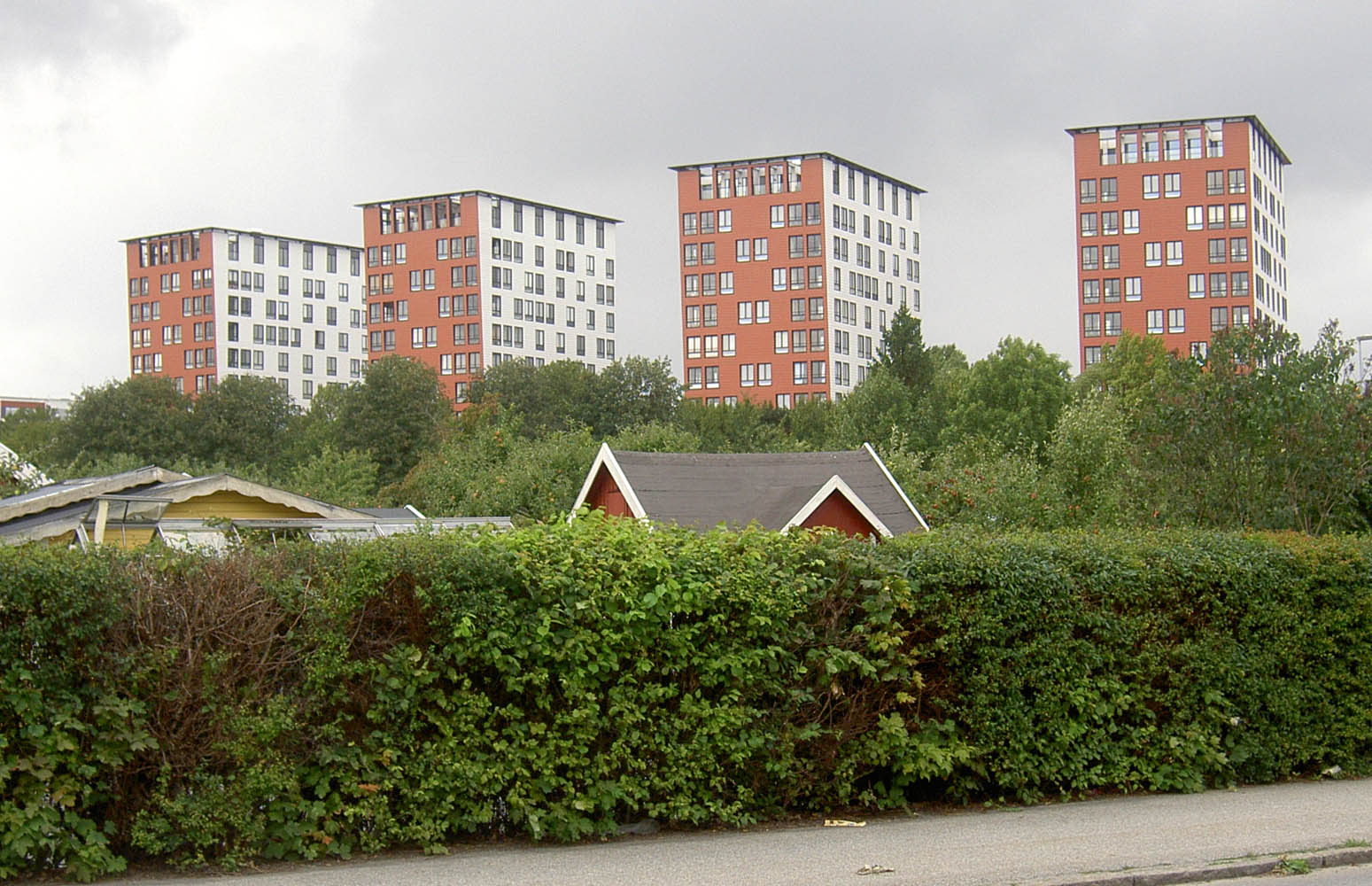
Lunnatöser i Margretedal
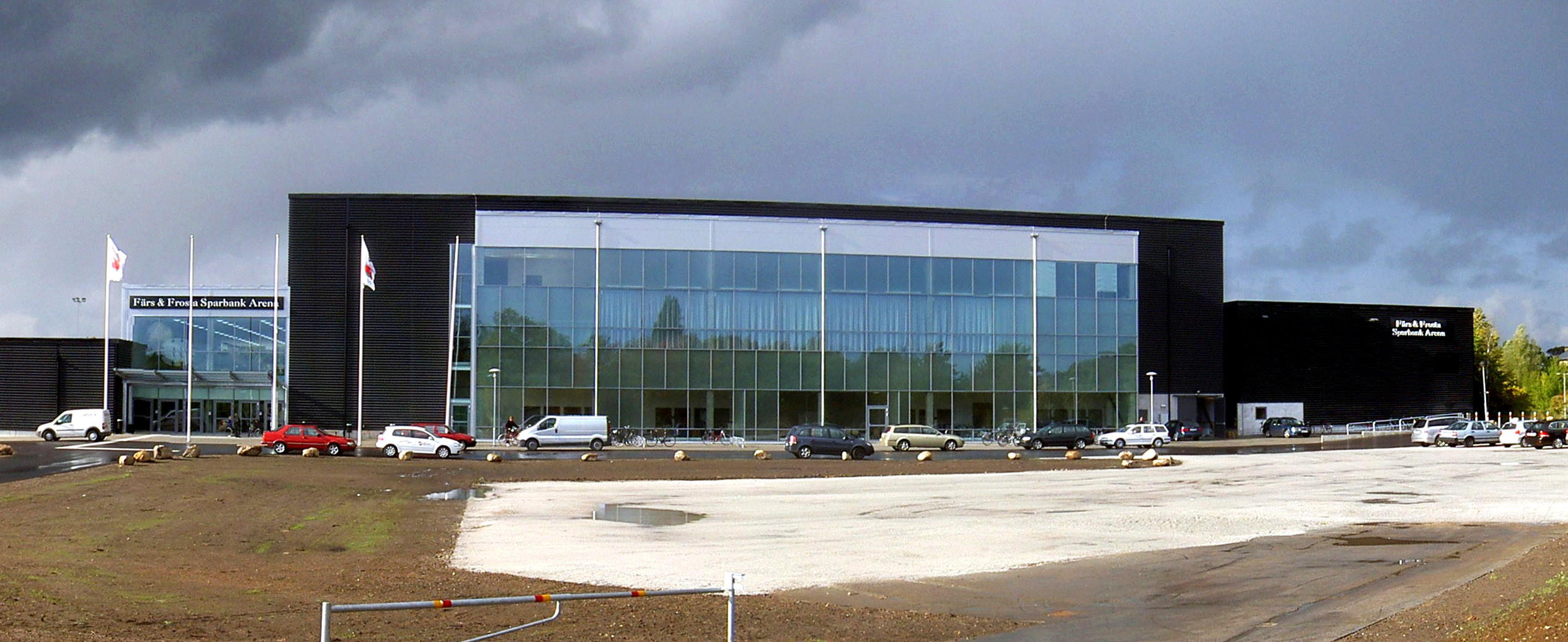
Sparbanken Skåne Arena
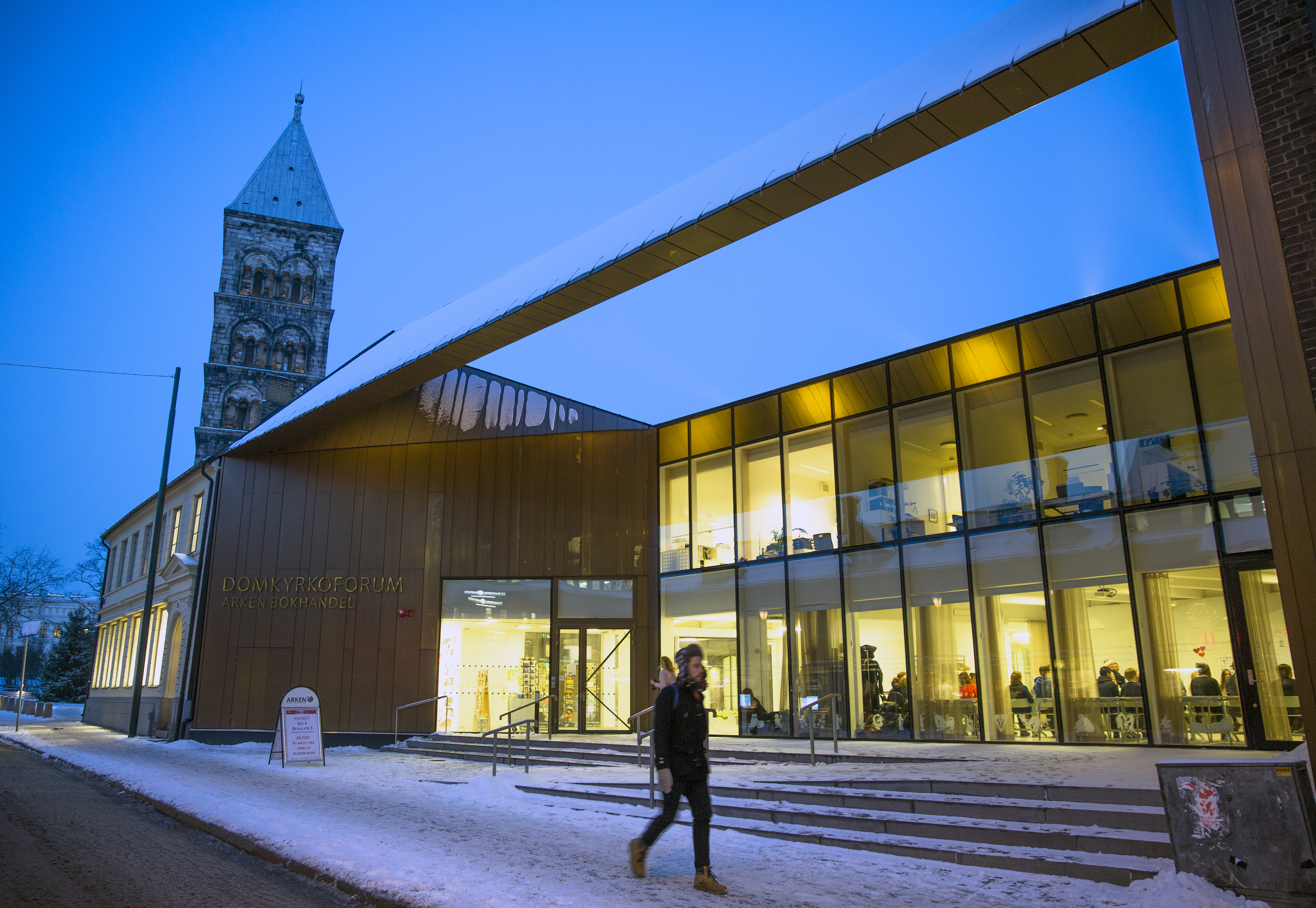
Domkyrkoforum
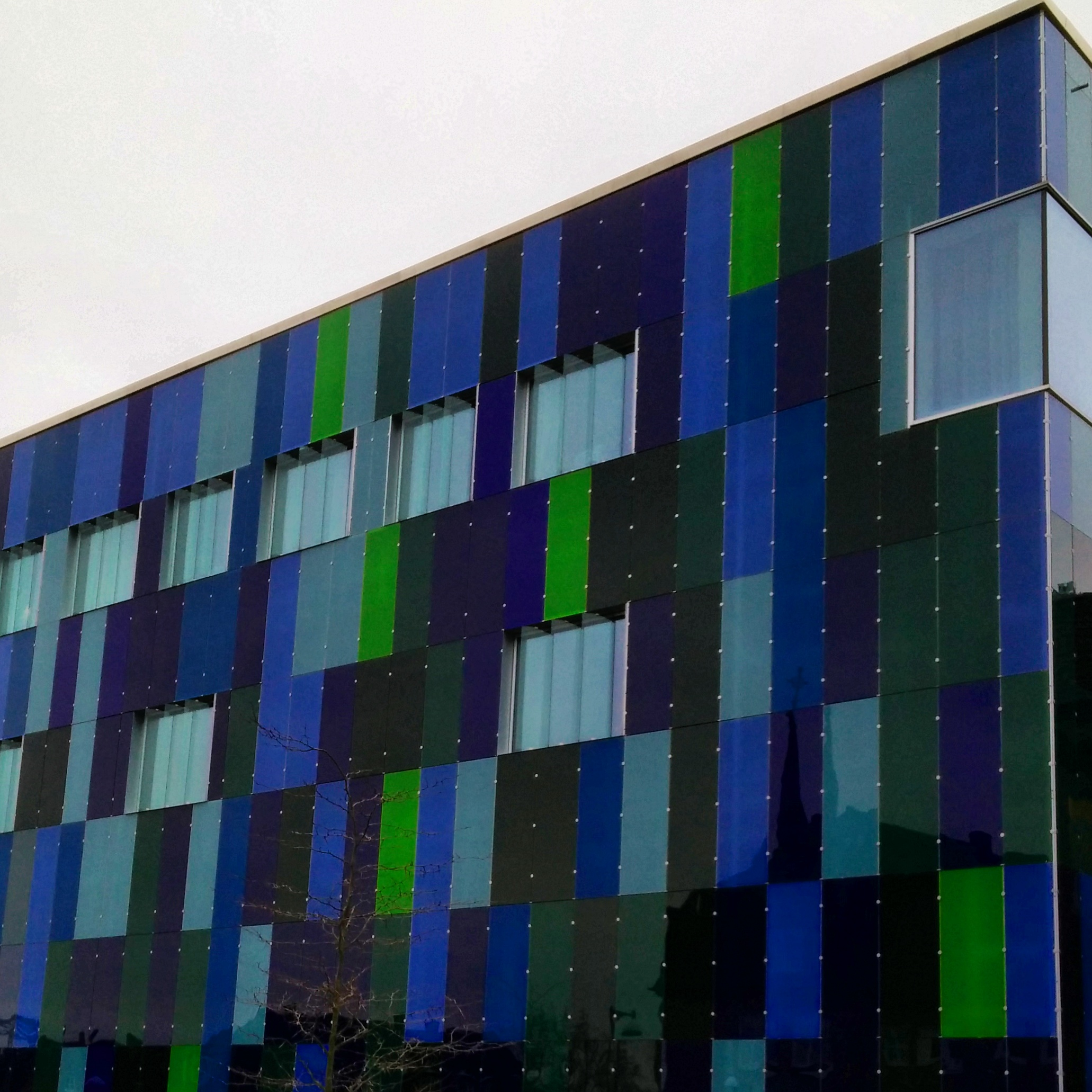
Strålbehandlingskliniken i Lund, en del av Skånes universitetssjukhus
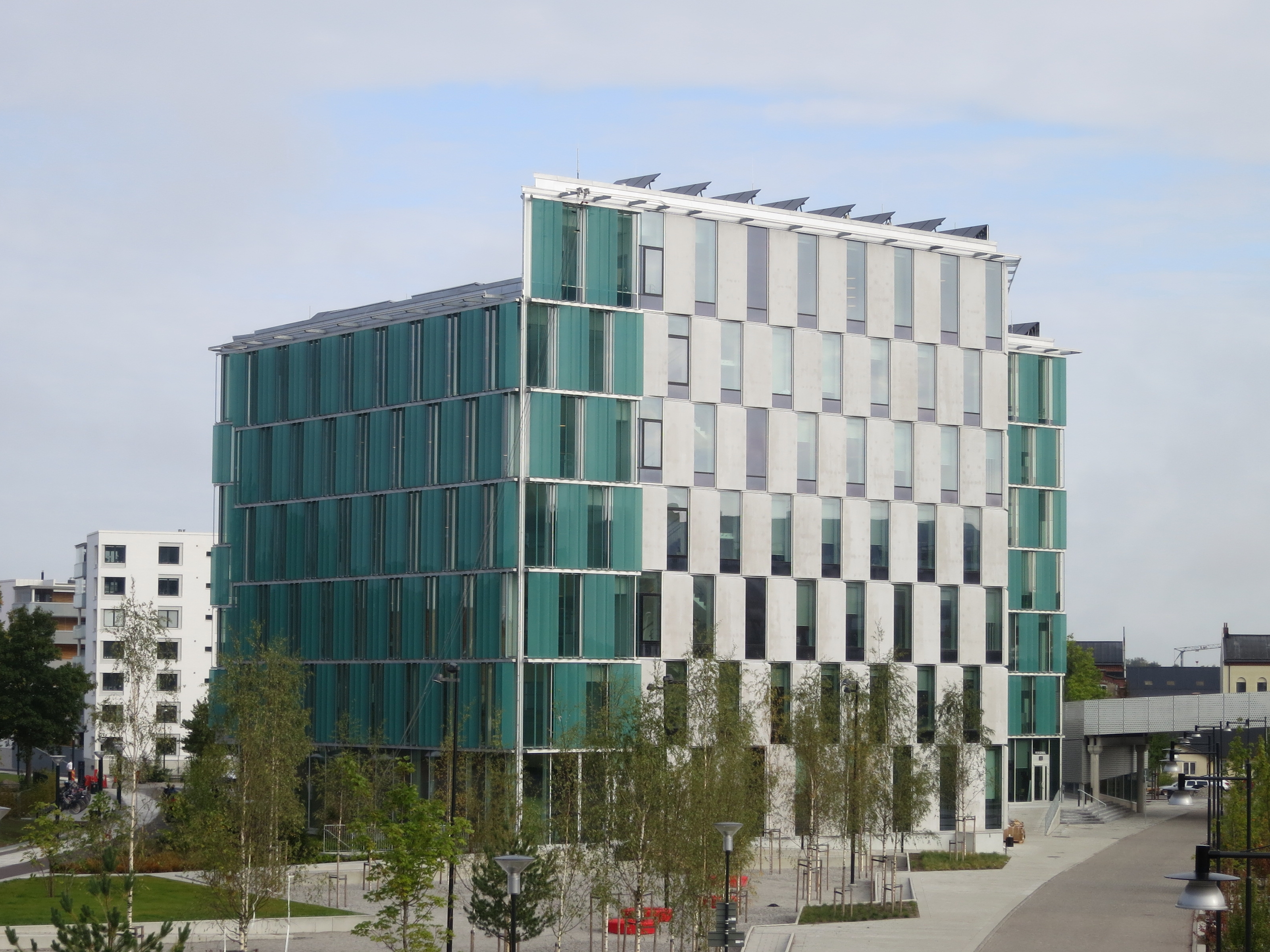
Kommunhuset "Kristallen"
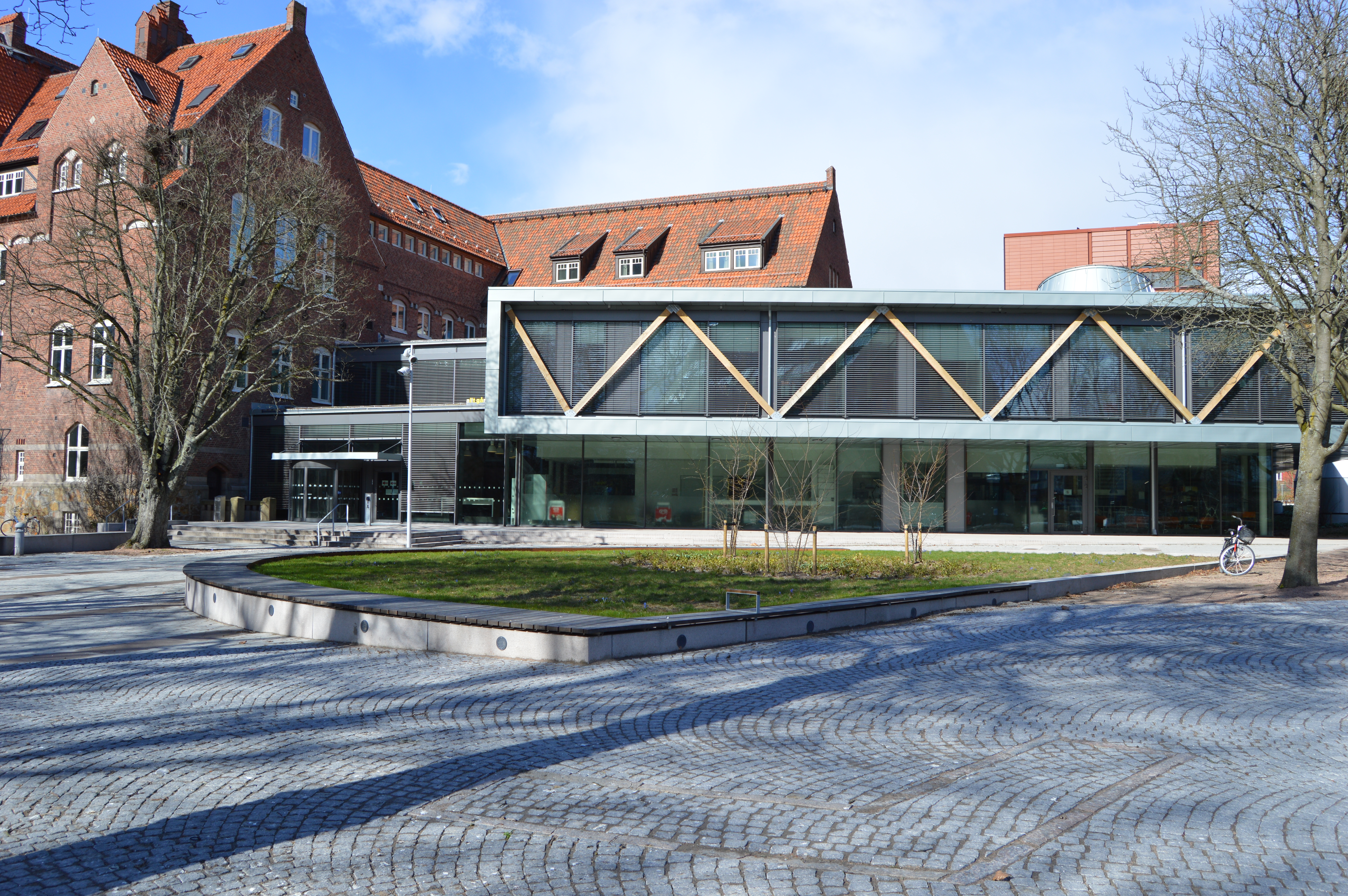
LUX, Lunds universitets nya humanist- och teologcentrum.
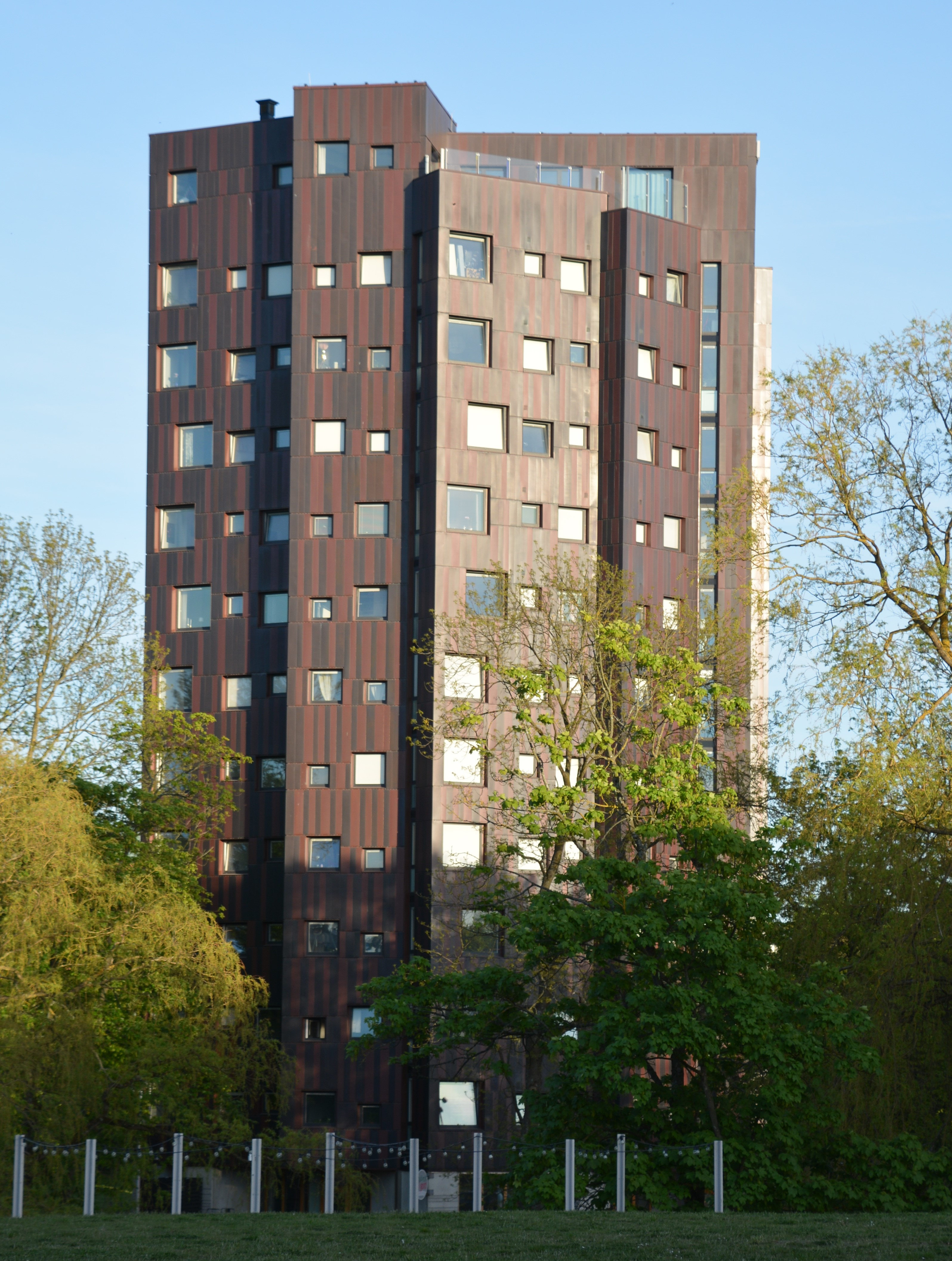
Helsingkrona nations "Tornet"
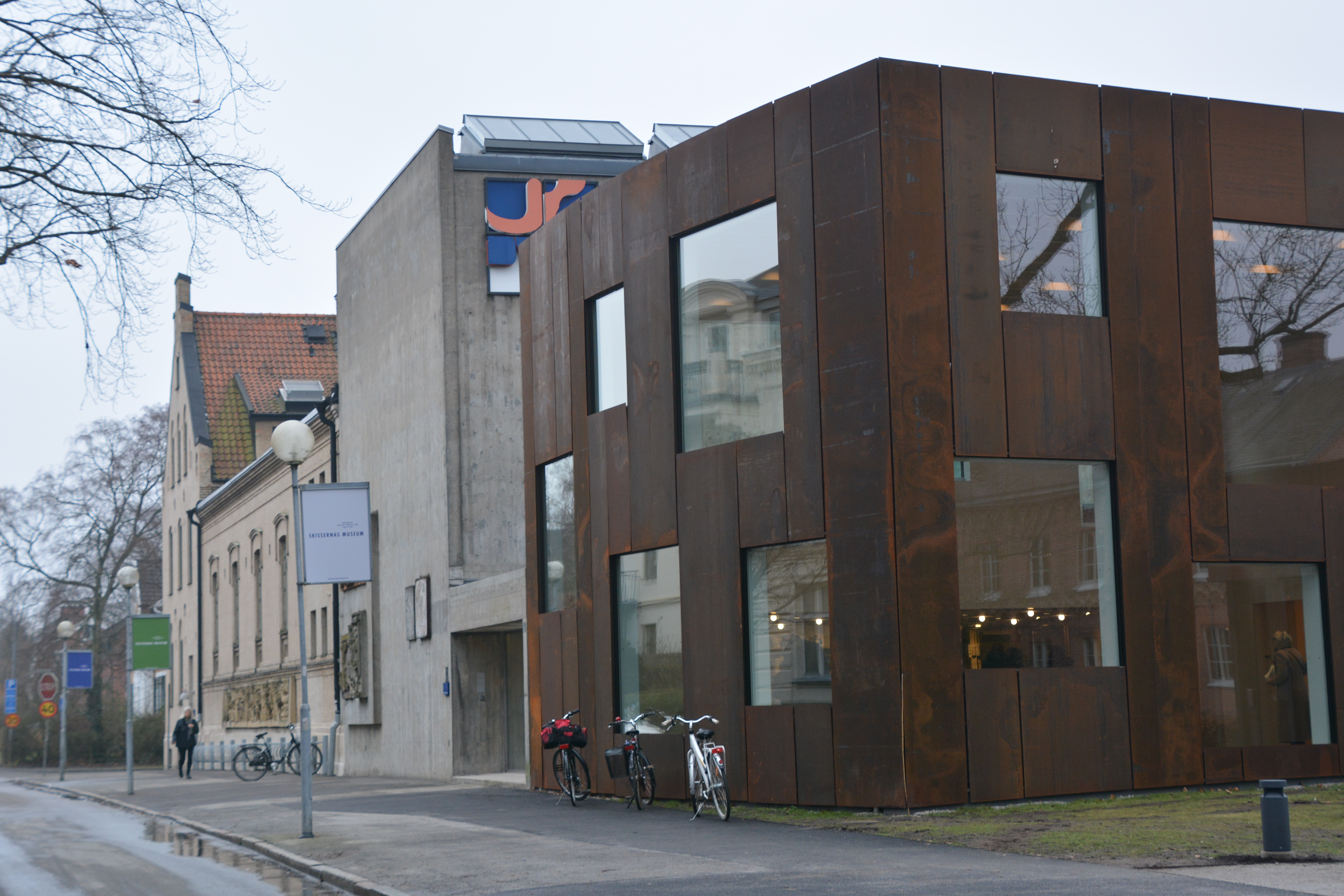
Påbyggnaden på Skissernas museum
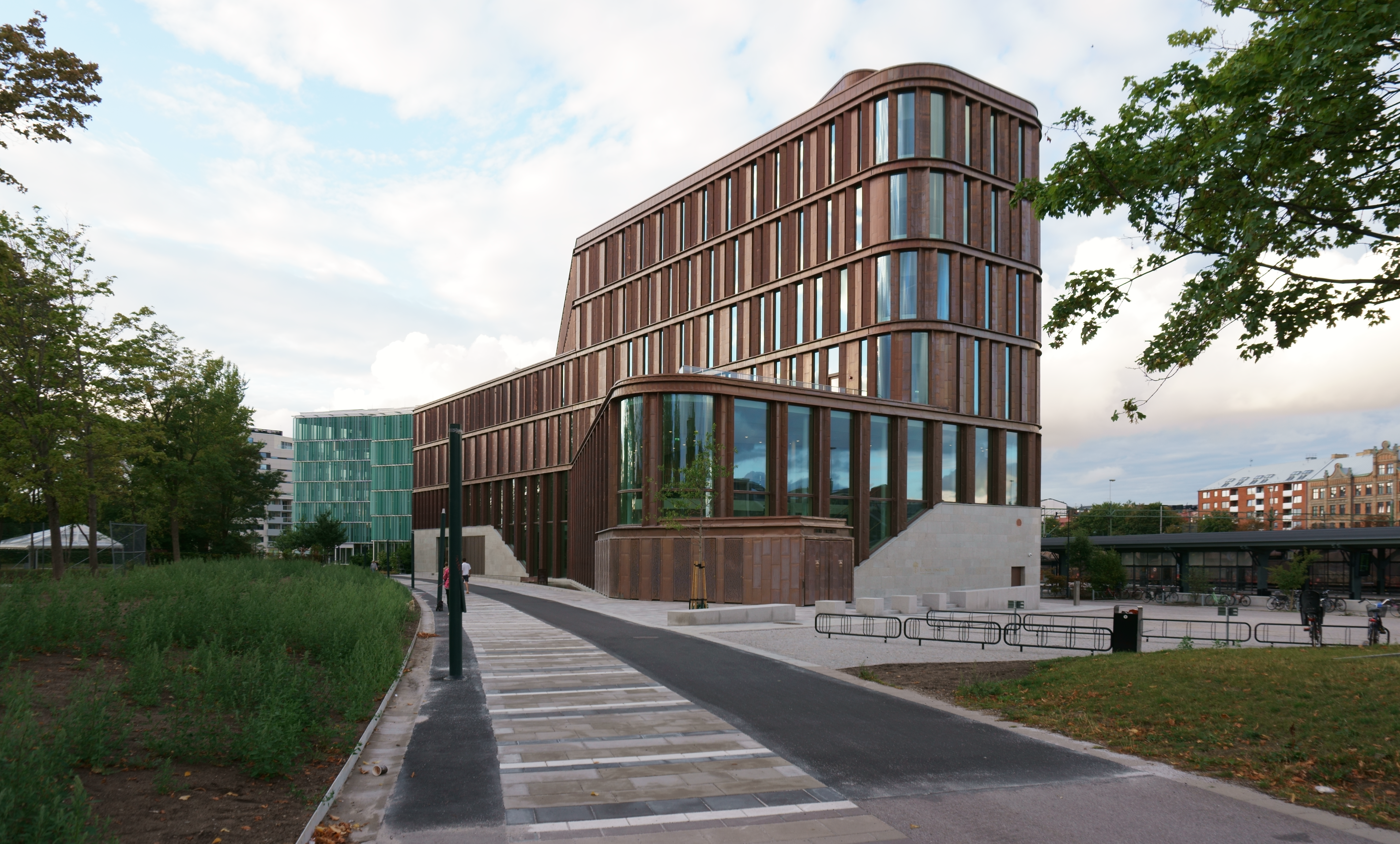
Lunds nya tingsrätt

## Kasper Salin-priset
Byggnader i Lund som mottagit Kasper Salin-priset.
- 2017 – Skissernas museum
- 2012 – Domkyrkoforum
- 1968 – Vildanden